# Affaire Tariq Ramadan
Pour les articles homonymes, voir Ramadan (homonymie).
Le texte peut changer fréquemment, n’est peut-être pas à jour et peut manquer de recul. 
Le titre et la description de l'acte concerné reposent sur la qualification juridique retenue lors de la rédaction de l'article et peuvent évoluer en même temps que celle-ci.
L'affaire Tariq Ramadan est une affaire judiciaire de droit commun et de violences sexuelles mettant en cause l'islamologue Tariq Ramadan. Elle éclate dans le contexte du mouvement #BalanceTonPorc.
Le 20 octobre 2017, Henda Ayari porte plainte en France contre Tariq Ramadan pour « des faits de viol, d'agressions sexuelles, violences volontaires, harcèlement et intimidation ». Quatre jours plus tard, une autre Française dépose plainte pour des faits similaires. Peu après, quatre de ses anciennes élèves en Suisse affirment dans la presse avoir été victimes d’abus de sa part dans les années 1980 à 1990, alors qu'elles étaient âgées de 14 à 18 ans — ces faits sont prescrits. Par la suite, entre février 2018 et mai 2019, quatre autres femmes – en France, aux États-Unis et en Suisse – portent plainte contre lui pour des faits de crimes et délits sexuels.
Mis en examen pour « viol » et « viol sur personne vulnérable » dans le cadre des accusations des deux premières plaignantes, Tariq Ramadan est placé en détention provisoire le 2 février 2018. Il rejette les accusations dont il fait l'objet tout en reconnaissant par la suite des relations extraconjugales. En septembre 2018, il est mis en examen pour « viol et contraintes sexuelles » par la justice suisse.
Le 15 novembre 2018, la chambre d'instruction de la cour d'appel ordonne la mise en liberté sous contrôle judiciaire, avec assignation à résidence en France. Le 22 février 2019, Tariq Ramadan porte plainte pour « dénonciation calomnieuse » et « dénonciation d’une infraction imaginaire » contre trois des plaignantes françaises. Le 13 février 2020, il est mis en examen pour le viol de deux autres femmes, auditionnées début 2019 comme témoins et dont une a porté plainte.
Le 24 mai 2023, il est acquitté par le tribunal correctionnel de Genève. Il est ensuite reconnu coupable en appel et condamné par la justice suisse en août 2024 à trois ans de prison, dont un an ferme.
Le 7 mars 2024, le Parquet général de Paris requiert l'abandon des poursuites dans trois des quatre affaires de viol dont il est accusé (Henda El Ayari, Mounia Rabbouj et Nais Lorain). En juin 2024, la cour d’appel de Paris renvoie Tariq Ramadan devant la cour criminelle départementale pour des viols sur trois femmes mais écarte une quatrième plainte.

## Accusations
L'affaire débute dans le contexte du mouvement #BalanceTonPorc qui, à la suite des révélations sur les agissements du producteur de cinéma américain Harvey Weinstein, a libéré la parole de victimes d'agressions sexuelles.

### Première plainte
Dans son livre autobiographique J’ai choisi d’être libre, Henda Ayari rapporte avoir été violentée par « Zoubeyr », un islamologue, prédicateur charismatique,. En octobre 2017, après « avoir “gardé le silence” […] par “peur des représailles” », elle désigne Tariq Ramadan comme étant son agresseur, et précise avoir pris cette décision afin d'« inciter d'éventuelles autres victimes à s'exprimer à leur tour ».
Le 20 octobre 2017, elle porte plainte contre lui pour « des faits de viol, d'agressions sexuelles, violences volontaires, harcèlement, intimidation » auprès du parquet de Rouen. Selon son avocat, les faits remontent à 2012. En 2019, l'enquête de la brigade criminelle établit que les faits présumés se sont produits dans la nuit du 6 mai 2012, à l'hôtel Crowne Plaza, à Paris.
Les accusations sont formellement démenties par Tariq Ramadan dont l'avocat dépose, le 23 octobre, une « plainte pour dénonciation calomnieuse » devant le procureur du même ressort,,.
Le même jour, Pascal Prache, procureur de la République de Rouen, informe la presse qu'il se dessaisit de l'affaire au profit du parquet de Paris, lieu où se seraient déroulés les faits dénoncés par la plaignante.
Henda Ayari est entendue à l'hôtel de police de Rouen le 24 octobre 2017. Selon Le Parisien, elle déclare aux enquêteurs qu'après avoir été violée par Ramadan en 2012, elle s'est confiée à quelques fidèles dans l’entourage du théologien, puis qu'elle a été menacée par Tariq Ramadan. Elle transmet aux enquêteurs « des écrits qu'[elle] aurait conservés ».
À la suite de sa plainte, Henda Ayari reçoit sur les médias sociaux plusieurs soutiens, mais y est également « la cible d’injures et de théories du complot », Le Monde évoquant notamment un déchaînement d'antisémitisme,,. Selon le quotidien, « si les messages de soutien à l’ancienne salafiste ont été nombreux, ceux qui lui sont hostiles ont un ton haineux d’une rare violence ». Parfois soupçonnée d'avoir organisé un scandale pour faire vendre son livre, Henda Ayari est accusée par certains internautes d'avoir été payée pour abattre Tariq Ramadan et « à travers lui, l’islam tout entier ». Dans cette théorie du complot, les instigateurs désignés sont souvent les « sionistes », et divers journaux parlent d'attaques « antisémites » contre Henda Ayari,,.
Fin novembre 2017, le Parquet de Paris enregistre l'attestation écrite d'un « fonctionnaire assermenté » affirmant avoir été, en 2013, harcelé sexuellement et menacé de plainte pour viol par Henda Ayari. Il s'agit d'un « contre-feu » pour Jonas Haddad, l'avocat de la plaignante qui qualifie, elle-même, cette allégation de calomnie. En septembre 2018, le témoin, Djamel B., est condamné à dix mois de prison ferme pour faux et usage de faux dans le cadre d'une recherche d'emploi ; il est aussi mis en cause dans une affaire de viol et dans une affaire de kidnapping avec séquestration.

### Deuxième plainte
Le 26 octobre 2017, une deuxième femme, accusant Tariq Ramadan d'actes similaires remontant à 2009, porte également plainte pour viol. Il s'agit d'une femme qui souffre, à la suite d'un accident, d'un handicap aux jambes ; elle se déplace à l'époque assistée par le port d'une attelle à la jambe droite et soutenue par des béquilles. Elle évoque « des scènes de violence sexuelle d'une grande brutalité » et affirme avoir reçu des coups à plusieurs reprises, avoir été victime de fellation et sodomie, tout en manifestant son opposition : « j'ai hurlé de douleur en criant « stop ». »,,,,. Des certificats médicaux établis après cette nuit sont versés au dossier et attestent, selon la plaignante, d’ecchymoses et de blessures. Au contraire, Tariq Ramadan affirme n'avoir pas eu des relations sexuelles avec Paule-Emma Aline, surnommée « Christelle » par les médias, évoquant un simple échange de quelques minutes dans le bar de l'hôtel.
Dans un entretien accordé à Vanity Fair, publié en partie le 2 février 2018, Paule-Emma Aline, donne de nombreux détails sur sa relation par internet avec Ramadan avant leur première entrevue. Elle raconte avoir rencontré l'islamologue le 9 octobre 2009 à Lyon, deux heures avant la conférence prévue pour 20 h 30. Selon le récit d'Aline, il la viole après qu'ils sont montés dans sa chambre d'hôtel, puis il se rend à la conférence confisquant ses vêtements dans un sac et lui disant : « Sois sage. Je donne des instructions. Si tu fais quoi que ce soit, je serai immédiatement averti et ça se passera mal ». Aline raconte être demeurée prostrée, et avoir passé la nuit avec Ramadan après la conférence.
Selon Le Parisien, Paule-Emma Aline n'a dans un premier temps, jamais fourni son téléphone portable aux enquêteurs, expliquant l'avoir égaré. Elle prend 5 photos « un an plus tard, d’un écran de téléphone ». Tariq Ramadan conteste être l'auteur de ces SMS. Dans un article du 6 février 2018, Le Parisien annonce qu'Aline a retrouvé le portable. Une expertise informatique permet de retrouver ces SMS à caractère sexuel dans le téléphone portable d'Aline démontrant que Tariq Ramadan a menti sur ses relations avec la plaignante. Avant la rencontre, le théologien écrit : « Je veux te baiser et te gifler. Te pisser dessus et te forcer à lécher ». Aline prenant visiblement peur, il la rassure : « N’aie pas peur, je ne sais pas la violence ».
Selon Libération, le ton des échanges « change radicalement après la fatidique rencontre », le lendemain Tariq Ramadan s'excuse : « J’ai senti ta gêne… désolé pour ma violence, j’ai aimé… Tu veux encore. Pas déçue ? », et Aline lui écrit notamment : « J’attends depuis le 9 tes excuses plates et sincères ! Ils ont halluciné à l’hôpital en voyant mon anus déchiré », « Le désir est une chose mais toi tu es reparti indemne mais pas moi. Percutes ( [sic] ! Percutes que tu as un prob ». Dans un autre message, dont le téléphone ne donne pas la datation, Aline écrit : « Si je passais un mauvais moment je serais partie. […] Tu m'as manqué dès que j'ai passé la porte. » Selon Aline, ce message est antérieur à sa rencontre avec l'islamologue le 9 octobre 2009, et a été envoyé à la suite d'un jeu érotique sur Skype,,. En août 2019, les résultats d'une expertise technique effectuée sur le téléphone d'Aline la contredisent, le message ayant été envoyé dans les deux jours qui ont suivi la rencontre. Son avocat ne conteste pas la validité de l'expertise. Il déclare : « Ma cliente regrette ne pas s’en être souvenue plus tôt, mais les phénomènes traumatiques de la mémoire sont connus […] ce sont l'emprise et la peur qui dictent ces messages, souvenons-nous qu’à cette époque-là, Monsieur Ramadan était invité partout, il allait voir le Pape, il était élu parmi les hommes les plus influents. »
En novembre 2017, le journal suisse La Tribune de Genève indique que Caroline Fourest a déclaré sur son compte Facebook avoir été « enfin entendue » par la police, « à la demande » d'Aline. Elle précise qu'elle a versé au dossier « de nombreux SMS, mails et captures d'écran confirmant que [le récit de Paule-Emma Aline] n'avait pas varié depuis 2009 ».
Paule-Emma Aline raconte, dans Marianne du 22 novembre 2017, qu'après la nuit avec Ramadan, ce dernier l'aurait harcelée pendant trois ans,, afin qu'elle se taise. Elle décrit des appels téléphoniques anonymes, des menaces, des filatures, et déclare avoir subi « une pression psychologique cruelle, très intense », qui l'a « amenée à une tentative de suicide ». Elle dit aussi s'être rendue dans un commissariat de police, mais n'avoir finalement pas eu le courage de déposer sa plainte à ce moment-là, puis avoir abandonné toute idée de poursuite après une menace de mort par un inconnu sur une terrasse.

#### Auditions

##### Confrontation avec Tariq Ramadan (1erfévrier 2018)
Selon Europe 1, le 1er février 2018, au cours de la confrontation entre Tariq Ramadan en garde à vue et Paule-Emma Aline. Un policier demande à l'islamologue comment il explique qu'Aline puisse mentionner, dans sa plainte, qu'il porte une cicatrice à l'aine. Un témoin de la scène décrit Ramadan alors « cloué sur place » par la question, à laquelle il ne peut répondre. Un autre observateur présent relativise : « La plaignante a été incapable de décrire et de situer précisément cette cicatrice ».

##### Audition de Tariq Ramadan (5 juin 2018)
Le 5 juin 2018, lors de son audition par les juges d’instruction, Tariq Ramadan reconnaît avoir rencontré Paule-Emma Aline dans le hall de son hôtel à Lyon mais nie le fait qu’elle soit montée dans sa chambre. Concernant la connaissance par Aline de sa cicatrice à l’aine, il indique dans un premier temps qu’il en a peut-être parlé publiquement et qu'Aline a pu l'apprendre par d’autres femmes. Selon lui, leurs rapports étaient « de nature virtuelle et sexuelle », Aline apparaissant ainsi seins nus pendant des échanges par Skype. Par ailleurs, il affirme ne pas lui avoir proposé de se marier, car il se méfiait de son « caractère instable ». Les magistrates interrogent Ramadan sur le SMS reçu par Aline le lendemain de la nuit des faits présumés, celui où il s'excuse de sa « violence ». Il répond que ses comptes ont pu être piratés, suggérant qu'Aline serait suffisamment compétente pour cela. Se défendant d'invoquer un complot, même si Le Parisien estime qu'« on n'en est pas très loin », il rajoute qu'Aline a été en contact avec Caroline Fourest, « son ennemie jurée » selon Le Parisien,.

### Troisième plainte
Le 7 mars 2018, une troisième plaignante, Mounia Rabbouj, surnommée par les médias « Marie », affirme sur Europe 1 qu'elle a déposé une plainte pour viols auprès du parquet de Paris. Ancienne escort girl ayant eu des relations sexuelles rémunérées avec Dominique Strauss-Kahn lors de l’affaire du Carlton de Lille, elle indique avoir subi un chantage basé notamment sur ce fait de la part de Tariq Ramadan. Celui-ci l'aurait violée une dizaine de fois entre février 2013 et juin 2014, lors de rapports sexuels extrêmement violents.
Selon L'Express du 8 mars 2018 et Europe 1, Mounia Rabbouj, quadragénaire musulmane mère de famille, aurait remis aux policiers plusieurs centaines de captures d’écrans de messageries (SMS, Whatsapp, Viber, etc.), un enregistrement sonore « ressemblant à une liste d'instructions sexuelles » que Tariq Ramadan lui aurait donnée et une photo prise dans un lit. Elle aurait également fourni aux enquêteurs les noms des hôtels à Paris, Roissy, Lille, Londres et Bruxelles, et même certains numéros de chambre où elle aurait subi de violents sévices et humiliations comparables à ceux qui ont été décrits par Paule-Emma Aline. Elle est entendue, le 20 mars, pendant huit heures, par la 2e division de la police judiciaire de Paris.

#### Audition de Tariq Ramadan
Tariq Ramadan est entendu par les juges le 5 juin 2018. L'audition porte essentiellement sur les deux premières plaignantes, puis en fin d'interrogatoire les magistrats signalent à Ramadan qu'il sera « interrogé ultérieurement » sur les faits de la troisième plainte, mais qu'il peut néanmoins faire immédiatement une déclaration sous le statut de témoin assisté — en ce qui concerne cette plainte —. La veille de l’audition la défense avait déposé « plus de 300 vidéos et plus de 1 000 photos » pour démontrer aux juges d'instruction qu'il s'agissait d'une relation consentie avec Mounia Rabbouj. Pour la première fois, Tariq Ramadan reconnait des relations extraconjugales. Il se présente comme un homme très sollicité par les femmes, et affirme avoir été « harcelé » par Mounia Rabouj, qui l'aurait ensuite menacé de le « faire tomber ».
Selon Europe 1, Emmanuel Marsigny, avocat de la défense, affirme après l'audition que Tariq Ramadan a échappé à une troisième mise en examen. Francis Szpiner, avocat de la plaignante, est en total désaccord avec cette présentation des faits, et dénonce une manipulation de la partie adverse : « Les juges n'ont pas statué à l'issue des explications de Tariq Ramadan ; c'est une manipulation de l'opinion ». Me Éric Morain, avocat de la deuxième plaignante, estime lui aussi que les juges n'ont « pas encore pris position ». L'avocat de Ramadan a répondu que « si les juges avaient considéré qu'il existait des indices graves ou concordants, ils n'auraient pas eu d'autre choix que de le mettre en examen ce qu'ils n'ont pas fait en décidant de l'entendre sous le statut de témoin assisté ». Mais selon les informations du Parisien, la prochaine audition de Tariq Ramadan au sujet de Mounia Rabbouj aura lieu au mois de juillet, et le quotidien estime que Tariq Ramadan n'a donc pas « techniquement, échappé à une troisième mise en examen ».
En avril 2019, elle déclare lors d'un entretien avec GQ Magazine : « J’aimerais être confrontée à Tariq Ramadan. S’il s’excusait, je pourrais retirer ma plainte. Je veux qu’il admette qu’il m’a humiliée, que c’étaient ses jeux, pas les miens »,.
En octobre 2020, sa plainte conduit finalement à la cinquième mise en examen pour viol visant l'islamologue.

### Quatrième plainte
Libération révèle, début mars 2018, qu'une plainte a été enregistrée par une Américaine musulmane, âgée d'une trentaine d'années et résidant au Koweït. Elle « aurait déposé plainte par téléphone dans la soirée du 19 février », pour agression sexuelle, contre Tariq Ramadan auprès de la police de Washington. Les faits se seraient déroulés dans la nuit du 30 au 31 août 2013, alors que l'islamologue assistait au congrès de la Société islamique d'Amérique du Nord (en). Elle travaillait à l'époque comme « instructrice culturelle » pour le département de la Défense des États-Unis, où elle enseignait l’islam et la culture du Moyen-Orient aux militaires américains. Selon elle, il a « placé son pénis dévêtu contre sa poitrine » et l'a « touché au niveau du décolleté ».
À l'issue de ses investigations, l'inspecteur chargé de l'enquête pourrait, s'il y a suffisamment d’éléments, transmettre le dossier au procureur du district de Columbia qui décidera de l'opportunité de poursuivre Tariq Ramadan en justice.
Jonas Haddad, ancien avocat de deux plaignantes françaises, affirme avoir été en contact avec cette Américaine. Par ailleurs, Rabia Chaudry (en), avocate et essayiste américaine, a indiqué : « J'ai signalé une victime musulmane de Tariq Ramadan à un procureur fédéral aux États-Unis. Je devine qu'il y en aura davantage ». Le lien entre cette déclaration et le dépôt de plainte à Washington n'est pas avéré. Le Figaro précise : « Selon la source familière du dossier, cette femme est la même que celle dont le cas avait été évoqué à la mi-février par l'avocate américaine Rabia Chaudry sur Facebook ».
En juin 2018, le parquet de Paris ne dispose d'aucun élément sur cette affaire.

### Cinquième plainte
Une Suissesse musulmane convertie, d’une quarantaine d’années à l’époque des faits, surnommée « Brigitte » par la Tribune de Genève, a déposé une plainte contre Tariq Ramadan le 13 avril 2018 pour des faits remontants au 28 octobre 2008. Elle l'accuse de « séquestration, contrainte sexuelle et viol avec la circonstance aggravante de la cruauté ». Les faits se seraient déroulés dans l'hôtel de Genève où résidait Tariq Ramadan, qui se serait arrangé pour faire monter « Brigitte » dans sa chambre. Selon le même journal, la plaignante « tient à garder le silence et requiert le strict respect de son anonymat ».
Pour son avocat Romain Jordan, le procureur genevois peut décider d’auditionner Tariq Ramadan en France, ou ce dernier peut être déplacé en Suisse pour être entendu à Genève mais cette seconde solution est peu probable. En mai 2018, le parquet a désigné Adrian Holloway comme premier procureur et mandaté la brigade des mœurs pour assurer l'enquête.
Le 16 septembre 2018, Tariq Ramadan est mis en examen, en Suisse, pour « viol et contraintes sexuelles ». Bien que la plaignante ne se soit jamais exprimée dans la presse, Tariq Ramadan essaie de contraindre les avocats de celle-ci à ne pas s'exprimer publiquement sur cette procédure judiciaire, au nom de la présomption d'innocence,. Début février 2020, le tribunal fédéral le déboute définitivement de cette requête et le condamne à verser 2 000 CHF à la plaignante et à payer 2 000 CHF de frais de justice,.
Le 16 juillet 2020, Tariq Ramadan est auditionné au tribunal de Paris par le procureur de Genève. Son procès en première instance s'ouvre le 15 mai 2023 devant le tribunal correctionnel de Genève. Il est acquitté le 23 mai 2023. La plaignante annonce faire appel.
En appel, le 28 août 2024, la Cour de justice de Genève annule le jugement du tribunal correctionnel et reconnait l’islamologue « coupable de viol et de contrainte sexuelle pour la quasi-totalité des faits dénoncés ». Les trois juges retiennent cette fois « que plusieurs témoignages, certificats, notes médicales et avis d'experts privés concordent avec les faits dénoncés par la plaignante », de telle sorte que « les éléments recueillis [ont] emporté la conviction de la chambre quant à la culpabilité du prévenu »,. Il est condamné à une peine de prison de trois ans, dont un an ferme,. Tariq Ramadan, par le biais de ses avocats, a annoncé aller devant le Tribunal fédéral (l’équivalent d’un pourvoi en cassation)

### Sixième plainte
En août 2019, la presse annonce qu'une nouvelle plainte a été déposée en France, le 31 mai 2019, contre Tariq Ramadan pour un « viol en réunion » en 2014 contre une femme âgée d’une cinquantaine d’années au moment de la plainte et qui travaillait comme journaliste radio au moment des faits. La plaignante, surnommée « Elvira », affirme avoir été victime d'un viol de Tariq Ramadan et d’un membre de son équipe lors d'un entretien qui aurait eu lieu à Lyon le 23 mai 2014. Le 28 janvier 2019, alors que Ramadan était libre sous contrôle judiciaire, elle aurait reçu de sa part un message sur Messenger visant à lui faire une « proposition » « sur le plan professionnel » et elle n'y aurait pas répondu. Le lendemain, elle affirme avoir reçu la visite de deux hommes qui lui ont déclaré que Tariq Ramadan avait tenté de la joindre et que si elle avait « les idées mal intentionnées, ils pouvaient arranger ça »,. Le parquet de Paris a délivré un réquisitoire supplétif pour élargir l’enquête à des faits de viol en réunion, menaces et intimidation.
Selon un article du Monde de janvier 2020, les investigations de la brigade criminelle ne confortent en rien les déclarations de la plaignante. Elle aurait notamment appelé la gendarmerie lors du passage des deux hommes, et aurait donné aux gendarmes son téléphone portable, pris en main par l'un des deux individus. Mais les gendarmeries locales n'ont « retrouvé aucune trace de cette intervention » et les vérifications sur sa ligne téléphonique ne corroborent pas non plus son récit. Par ailleurs, les enquêteurs se sont aperçus que la plaignante a été en contact téléphonique avec le paparazzi Jean-Claude Elfassi, lui-même en contact régulier avec une autre plaignante, Henda Ayari. Les policiers se sont intéressés au profil d'« Elvira » : selon la Commission de la carte d'identité des journalistes professionnels, « Elvira » n'a jamais eu de carte de presse. De plus, selon Le Monde, le parcours judiciaire d'« Elvira » comporte plusieurs condamnations pour des faits d'escroquerie, de dénonciations calomnieuses, d'agression sexuelle et de vol avec violence. Convoquée trois fois pour être entendue, la plaignante ne s'est jamais présentée. « Elvira » se déclare « épuisée par cette affaire qui la mine » et envisage de retirer sa plainte contre Tariq Ramadan, mais maintient toutes ses déclarations.

### Septième plainte
Une femme âgée de 37 ans est repérée par les enquêteurs dans les photos présentes sur l'ordinateur de Tariq Ramadan. Elle est auditionnée comme témoin en février 2019. Elle porte plainte par la suite.

## Déroulement des enquêtes

### Enquête préliminaire
À la suite du dépôt de la première plainte — Henda Ayari (20 octobre) —, une enquête préliminaire est ouverte, le 24 octobre 2017, par le parquet de Paris, pour « viol, agression sexuelle, violence et menace » à l'encontre de l'universitaire suisse. Le 27 octobre, une deuxième plainte est enregistrée.

### Plainte pour subornation de témoin
Les avocats de l'islamologue, — ciblant, selon Le Figaro, « notamment des propos de la journaliste Caroline Fourest » — portent plainte, le 3 novembre, pour subornation de témoin. Ils s'interrogent sur les conditions dans lesquelles les victimes présumées ont été amenées à porter plainte et sur une éventuelle entente préalable entre elles,,. 
Selon 20 minutes, l'enquête révèlera quelques liens anciens entre les deux plaignantes, mais surtout des liens avec Fiammetta Venner : entre le 6 mai et le 6 novembre 2017, les relevés téléphonique montrent des communications avec la ligne de Fiammetta Venner ; 116 pour Paule-Emma Aline ; 156 pour Henda Ayari. D'après Caroline Fourest, il s’agit de sa propre ligne et toutes ces communications ont eu lieu après le dépôt de la première plainte d’Henda Ayari le 20 octobre 2017. En réaction, Caroline Fourest porte plainte pour « dénonciation calomnieuse » le 17 février 2018.
Par ailleurs, la femme du chercheur Gilles Kepel — un autre adversaire de Tariq Ramadan — a rencontré « il y a huit ou neuf ans » Paule-Emma Aline en compagnie d'une animatrice de la radio Beur FM. Après cela, Aline a été présentée à Caroline Fourest. Et sur la période mai/novembre 2017, le téléphone de l'animatrice radio a été en communication 151 fois avec Aline et 57 fois avec Henda Ayari.
Les deux plaignantes affirment, quant à elles, avoir eu besoin de nouer des contacts, dans un contexte de menaces provenant de l'entourage de Tariq Ramadan.

### Pressions sur les plaignantes
Le 16 novembre 2017, placée sous protection policière à la suite de menaces de mort, Henda Ayari porte plainte contre X pour « menace et insulte ». Se confiant au journal Le Parisien, elle accuse Tariq Ramadan de relayer de fausses informations contre elle afin d'inciter ses fidèles à l'attaquer sur les réseaux sociaux,.
Le 15 avril 2018, Henda Ayari affirme avoir porté plainte après que son véhicule a été vandalisé et ses affaires volées dans un parking. Elle impute ce vol à des soutiens de Ramadan. Par ailleurs, Ayari estime avoir été mal reçue par les policiers, ne pas être prise au sérieux et affirme être sans nouvelle de « la mesure de protection » qu'elle réclame. Elle déclare vivre dans l’angoisse et la peur, être surveillée et agressée régulièrement, et commencer à regretter d’avoir porté plainte contre Tariq Ramadan,.
Paule-Emma Aline affirme recevoir des emails d'inconnus qui fournissent des éléments très précis sur sa vie privée et sur son emploi du temps. Elle déclare : « Cette surveillance nous terrorise ».
Selon Marianne, les comités de soutien de Tariq Ramadan ont affirmé publiquement avoir utilisé les fonds collectés via différentes cagnottes pour la défense de Ramadan pour faire de « la surveillance » et des « enquêtes privées »,.
Le 25 mars 2018, Mounia Rabbouj porte plainte pour agression : deux hommes armés et masqués l'auraient agressée dans le hall de son immeuble. Ils lui auraient volé son portable, l'auraient rouée de coups, insultée, aspergée d'eau et menacée de revenir l'immoler. Il s'agit selon elle d'une vengeance pour sa plainte contre Tariq Ramadan. Elle affirme aussi recevoir quotidiennement des menaces par téléphone et sur les réseaux sociaux.

### Conversations entre Henda Ayari et Tariq Ramadan
D'après Libération, Henda Ayari disait lors de ses premières déclarations ne pas avoir été en contact avec Tariq Ramadan à la suite du viol présumé. Le 15 novembre 2017, les avocats de Tariq Ramadan remettent au parquet une vieille conversation entre leur client et la première plaignante, ayant eu lieu 15 mois après les abus sexuels allégués. Le Parisien estime que cette conversation illustre « toute la complexité de l'affaire », Henda Ayari écrivant notamment à Ramadan : « des personnes qui te haïssent m'ont monté la tête contre toi en te faisant passer pour un monstre pervers et sans cœur ». Les avocats de la plaignante déclarent que cette conversation est sortie de son contexte et que Henda Ayari était à l'époque « sous l'emprise » de Tariq Ramadan.
Le 6 décembre 2017, la défense verse au dossier 280 messages envoyés via Facebook à Tariq Ramadan par une personne se présentant comme Henda Ayari,,. Ces messages, dont l'un comporte le numéro de téléphone de Henda Ayari, sont datés de juin 2014 à septembre 2014, ce qui contredirait les déclarations de Henda Ayari quand elle affirme avoir cessé de correspondre avec l'islamologue à la mi-2013. Selon BuzzFeed, dans ces messages, « il n'est jamais question précisément du viol et des agressions dont Henda Ayari dit avoir été victime ». Lors de ces échanges, la personne qui signe ses messages Henda écrit que certaines personnes lui ont demandé de témoigner contre Tariq Ramadan en 2012, à l'époque des faits dont elle a accusé l'islamologue dans sa plainte de 2017. BuzzFeed estime que des messages sont « troublants ». Ainsi, le 7 juin 2014, Henda écrit : « Bon je te propose un week-end complet. Tu m'invites dans un hôtel sympa. Si possible avec grande baignoire. On va kiffer tout le week-end. » Et, toujours selon BuzzFeed, le message est suivi de textes « à caractère sexuel ». L'un des avocats de Henda Ayari note que les messages proviennent d'un compte Facebook anonyme.

### Enquête de la presse sur un alibi de Tariq Ramadan
En février 2018, la presse indique que Tariq Ramadan n'est pas arrivé à Lyon à 18 h 35 le 9 octobre 2009, mais à 11 h 15 en publiant la réservation de l'islamologue. Ainsi, la défense de Tariq Ramadan concernant les accusations de Paule-Emma Aline est mise à mal : celle-ci accuse Tariq Ramadan de l'avoir violée dans l'après-midi, alors que selon sa défense, il ne serait arrivé à Lyon que dans la soirée. Monsieur Djemal, président de l'Union des jeunes musulmans ( association UJM), témoigne : « Moi-même et un collègue, Monsieur Morsli, avons récupéré Monsieur Ramadan vers 11h35–40 à l’intérieur de l’aéroport, dans le hall. […] Nous avons dû arriver aux alentours de 12h15 à l’hôtel. Il s’agissait de l’hôtel Hilton ».

### La robe de Mounia Rabbouj
Le 18 avril 2018, les juges d'instruction demandent une expertise ADN d'une robe noire de Mounia Rabbouj, qu'elle a conservée depuis 2013 roulée en boule dans un sac en plastique. Elle affirme que du sperme de Tariq Ramadan se trouverait sur la partie centrale de cette robe,.
Emmanuel Marsigny, avocat de Tariq Ramadan, déclare que ce dernier reconnaît avoir eu une « relation » avec Mounia Rabbouj, mais pas celle qu'elle a décrite et Il refuse de dire si cette relation était ou non à connotation sexuelle. Le 5 juin 2018, Tariq Ramadan reconnaît des rapports et jeux sexuels consentis.

### Audition de Henda Ayari (15 mai 2018)
Le 15 mai 2018, Henda Ayari est auditionnée par les juges pendant plusieurs heures. Henda Ayari affirme avoir été contactée pour la première fois par Ramadan après qu'elle a mis une photo d'elle non voilée sur Facebook. Libération juge qu'il existe de « grosses imprécisions sur la chronologie des faits ». Les avocats de Tariq Ramadan ont versé au dossier une copie d’écran d’un SMS reçu par Ramadan où Henda Ayari écrit : « Je suis désolé (sic) si ma photo vous a choqué, ce n’était pas vraiment mon intention ». Or ce message est daté du 23 avril 2012, c'est-à-dire après le 6 avril 2012, date où Ramadan aurait violé Henda Ayari dans sa chambre d'hôtel. L'enquête a cependant démontré que Ramadan descendait bien à l'hôtel de la gare de l'Est, lieu où Henda Ayari affirme avoir été violée au printemps 2012. Il y réservait souvent la même chambre, parfois sous un nom d’emprunt. Selon Franceinfo, lors de cet interrogatoire, Henda Ayari modifie ses dépositions et évoque un viol qui a eu lieu le soir du 26 mai 2012 à l’hôtel Crown Plaza, place de la République, dans le 11e arrondissement de Paris. Cette date diffère de deux mois de celle d'abord énoncée. Henda Ayari effectue cette modification après avoir fouillé dans de multiples archives, notamment ses talons de chèque et ses relevés de compte.
Par ailleurs, Henda Ayari dément les allégations de Tariq Ramadan qui indique qu'elle se serait prostituée, affirmant qu'il s'agit d'« une nouvelle révélation mensongère pour me discréditer et salir ma réputation ».

### Maîtresses de Tariq Ramadan
Tariq Ramadan s’est marié en 1986 avec Iman, née Isabelle Morisset, une Franco-Suisse. Le couple a quatre enfants.
Le 5 juin 2018, entendu par les juges d’instruction, Tariq Ramadan, outre une relation extraconjugale avec Mounia Rabbouj, reconnaît quatre autres relations extraconjugales avec des femmes ayant été entendues au cours de l’enquête. C’est le cas de Denise, une Suissesse qui a été sa maîtresse entre 2005 et 2009. Selon la Tribune de Genève, il s'agirait d'une ancienne élève du collège de Saussure. Celle-ci évoque un certain « penchant » de Tariq Ramadan pour la « domination », mais témoigne n'avoir subi aucune violence. Les juges ont demandé à Tariq Ramadan s'il est « adepte de pratiques sexuelles violentes ou brutales ». Il indique n'avoir jamais soumis une femme à des violences, mais évoque des « rapports fougueux, de domination » et ce dans un « cadre de consentement et de complicité ». Toutefois, certains messages l'accablent ; ainsi, il écrit à une ancienne maîtresse : « si je te vois, je te viole ». Une autre de ses anciennes amantes indique avoir refusé des rapports sexuels violents, ce à quoi il ne se serait pas opposé. Tariq Ramadan précise : « Quand on me dit non, c’est non », continuant de nier les viols dont il est accusé. Une des juges lui demande : « Sont-elles toujours en mesure de vous dire non ? », il affirme alors avoir essuyé des refus et n'avoir jamais utilisé son statut pour les maintenir sous son emprise.
Par ailleurs, Tariq Ramadan explique aux juges d’instruction : « Je n'étais pas seulement sollicité comme un intellectuel mais comme un homme. […] Je vais vous dire un truc : en 2005, j'ai été élu parmi les sept hommes les plus sexys du monde par un journal suisse, Le Matin ». Ainsi, il entend démontrer que son « physique jugé avantageux » lui permet d’écarter toute suspicion de prédateur sexuel. Il affirme que c’est lui qui est harcelé par les femmes.
Le 22 octobre 2018, alors qu'il les avait niées jusque là, Tariq Ramadan reconnaît des relations sexuelles consenties avec les deux premières plaignantes qui l’accusent de viols, mais réfute ceux-ci.
L’analyse du matériel informatique de Tariq Ramadan révèle 776 photographies à caractère pornographique, essentiellement des selfies de plusieurs dizaines de femmes. Plusieurs femmes retrouvées par les enquêteurs à partir de ces photos livrent leurs témoignages. L'une d'entre elles affirme n'avoir eu aucune relation avec Ramadan. Deux autres, dont une libertine, assument leur liaison, et la femme libertine a rejoint un groupe de soutien de l'islamologue, estimant qu'il n'est pas un violeur. Deux autres relatent une ou deux rencontres physiques avec Tariq Ramadan, affirment avoir eu avec lui, entre 2015 et 2016, des rapports sexuels très violents ou brutaux, et avoir été sous son « emprise ». L’une d’entre elles explique : « C'est d'un autre ordre qu'un viol physique, ça va au-delà. Il y a une emprise, il y a un viol moral. Il a une telle emprise sur vous qu'on fait tout ce qu'il vous demande […]. Mais cette relation physique a été consentie. Il faudrait une autre infraction pour ce genre de personne »,.
Des échanges entre plusieurs maîtresses de Ramadan, retrouvés sur une clé USB de l'une des plaignantes, montrent que celles-ci envisageaient de le piéger pendant une relation sexuelle avec une autre femme, afin de lui faire payer son attitude envers ses amantes, deux d'entre elles décrivant notamment en 2009 de fausses promesses de mariage.

### Confrontation entre Henda Ayari et Tariq Ramadan
Le 19 juillet 2018 se déroule devant les trois juges d'instruction chargés de l'affaire la première confrontation entre Henda Ayari et Tariq Ramadan. Le même jour, il est révélé dans la presse que les enquêteurs ont établi que le 26 mai 2012, date à laquelle elle dit avoir été violée par Tariq Ramadan, Henda Ayari se trouvait au mariage de son frère cadet — entendu, le 9 juillet, par la brigade criminelle dans le cadre de la vérification de l'emploi du temps de la plaignante. Devant les juges, Henda Ayari, qui maintient ses accusations, déclare ne pas être sûre de la date exacte,,,, mais ses conseils la situent « entre le 26 avril et le 5 juin ».
Un agenda de 2012, remis au juge par la plaignante, indique à la date du 26 mai un rendez-vous avec Tariq Ramadan à l'hôtel Crowne Plaza. L'enquête établit que Tariq Ramadan y avait bien réservé une chambre pour ce jour-là, avant d'annuler : l'avocat de Henda Ayari déclare que cette mention dans l'agenda démontre qu'elle connaissait la date prévue initialement pour le rendez-vous, date qu'elle n'a pu apprendre que de Ramadan,,. Interrogé sur ce point, Tariq Ramadan n'a pas pu expliquer comment Ayari avait eu connaissance de cette date.
À l'issue de la confrontation les magistrats jugent « prématurée » l'annulation de la mise en examen de Tariq Ramadan sollicitée par la défense. Ils soulignent que si Henda Ayari a eu des déclarations « hésitantes », il subsiste des « indices graves ou concordants » qui ont conduit à cette mise en examen.
Par ailleurs, en ce qui concerne Paule-Emma Aline, les éléments matériels présentés « se sont révélés exacts » d'après l'enquête, ses déclarations renouvelées étant « circonstanciées et précises ».

### Détention de Tariq Ramadan

#### Garde à vue
Le 31 janvier 2018, dans le cadre de l'enquête préliminaire, Tariq Ramadan est placé en garde à vue par la police judiciaire de Paris.
Au cours de cette procédure qui dure 48 heures, Tariq Ramadan est confronté pendant trois heures et demie à la deuxième plaignante, Paule-Emma Aline. Il nie les accusations et, selon une des sources de Paris Match, « chacun est resté sur ses positions ». Selon la même source, Tariq Ramadan s'est retrouvé en difficulté car la plaignante avait connaissance d'une petite cicatrice à l'aine, indécelable sans un contact rapproché. Il admet avoir eu une relation de séduction avec la plaignante sur les réseaux sociaux, puis une rencontre d'une demi-heure dans un hôtel lyonnais, mais nie tout acte sexuel. Il reconnaît l'existence de la cicatrice, mais ne donne pas d'explication sur le fait que son accusatrice en a connaissance,.
Selon Le Parisien, Henda Ayari a refusé la confrontation, « fragilisée par de nombreuses attaques d’internautes sur les réseaux sociaux ».

#### Mise en examen
Le 2 février 2018, il est présenté au juge d'instruction devant lequel le parquet requiert une mise en examen. Le jour même, Tariq Ramadan est mis en examen pour « viol » et « viol sur personne vulnérable ». Il s'agit là de l'aboutissement d'une enquête préliminaire qui aura duré trois mois, au cours de laquelle la police judiciaire a versé au dossier de nombreux échanges à caractère érotique ainsi que des témoignages d'autres femmes concernant des faits similaires, aucune d'entre elles n'ayant porté plainte.

#### Placement en détention

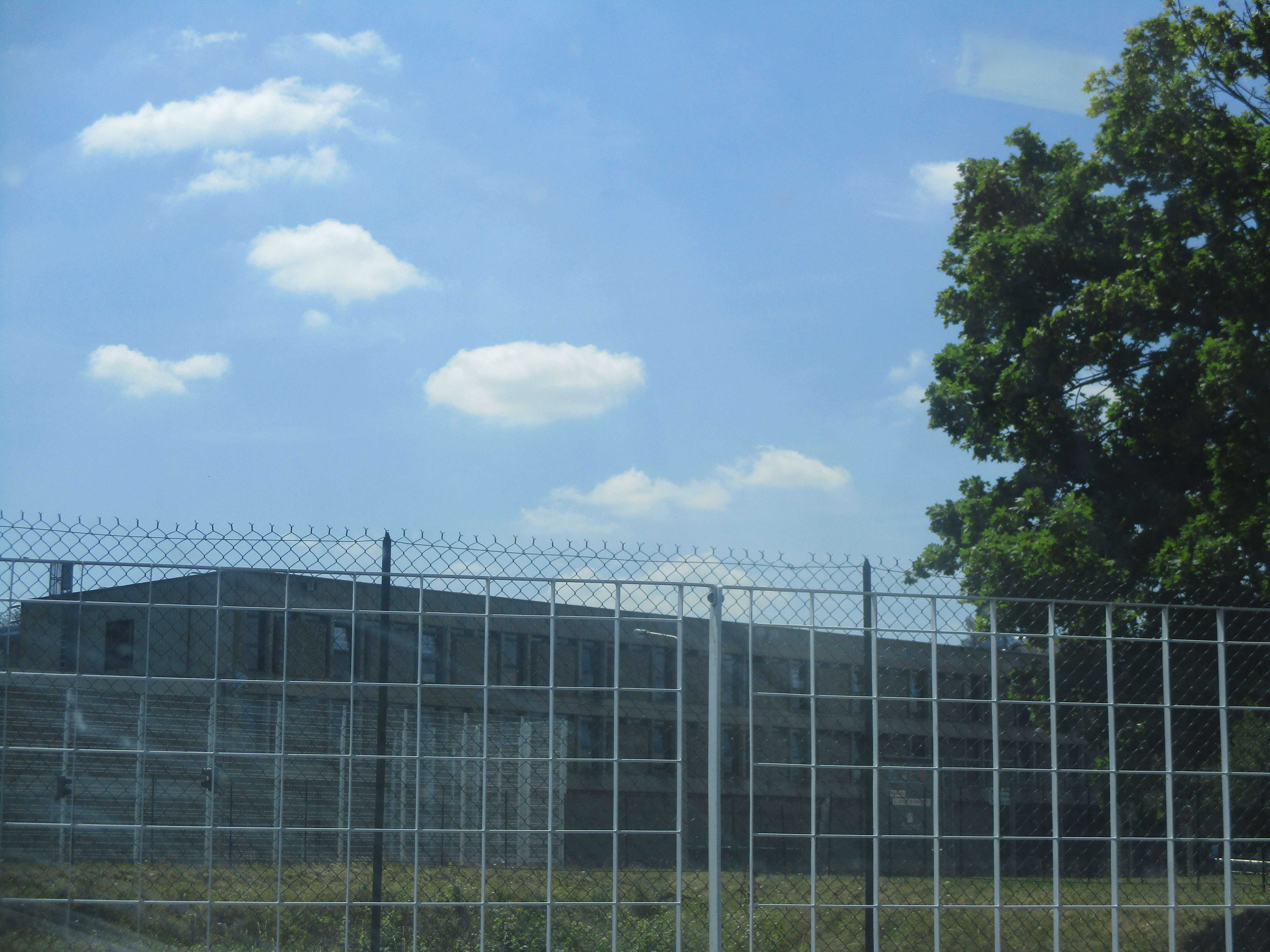
Maison d'arrêt de Fleury-Mérogis

En ce qui concerne sa détention, il demande que le débat devant le juge des libertés et de la détention soit reporté. Dans l'attente, il est placé en détention provisoire.
Le 6 février 2018, le juge des libertés et de la détention décide de maintenir Tariq Ramadan en détention provisoire. La mesure doit permettre de « préserver de toute pression les témoins ». Les enquêteurs pensent que Tariq Ramadan est un homme craint, et que sa détention rassurera d'autres femmes, qui pourraient alors témoigner contre lui. Étant donné que Tariq Ramadan possède un double passeport égyptien et suisse, cette détention est aussi une garantie qu'il ne puisse fuir la justice. Selon Me Emmanuel Marsigny interrogé par Libération en février 2020, Tariq Ramadan possédait simplement deux passeports suisses et il a spontanément remis le second, dont les juges n'avaient pas connaissance, lors de sa sortie de prison.
Il est détenu à la maison d'arrêt de Fleury-Mérogis, dans une section spéciale, dite « spécifique », pour le mettre à l’abri d'éventuelles agressions de la part d'autres détenus, étant donné que le milieu carcéral exècre les crimes sexuels, et du fait de sa célébrité.

#### Appel contre le placement en détention provisoire
Le 7 février 2018, Tariq Ramadan fait appel de son placement en détention provisoire, arguant qu'il a un alibi pour ce qui concerne Paule-Emma Aline et que cet alibi n'a pas été vérifié à cause d'un document égaré par la justice,. Il affirme aussi qu'il existe des contradictions dans les témoignages des deux femmes accusatrices. Les avocats de Ramadan s'interrogent  sur les explications données par Aline qui, après le viol qu’elle dit avoir subi, ne s'est pas sauvée de la chambre d’hôtel avant le retour de son agresseur présumé,.
Lors de la confrontation avec Ramadan en garde à vue (1er février 2018), elle dit : « J’étais groggy et je suis tombée dans les pommes un moment » et affirme que Ramadan a quitté la pièce en emportant ses affaires « dans un grand sac blanc ». D'après Le Parisien, lors de sa plainte en 2017, Paule-Emma Aline, handicapée aux jambes, affirmait que Tariq Ramadan avait mis sa robe « sur une étagère en hauteur » afin qu’elle ne puisse l’atteindre. Outre le fait qu'Aline connaissait la cicatrice de Ramadan près du sexe, le juge des libertés et de la détention avait mis aussi en avant la similitude des faits dénoncés par les deux accusatrices. La défense de Ramadan explique cette similitude par les liens entretenus antérieurement par les deux femmes : en effet, après avoir soutenu ne pas connaître Henda Ayari, Aline s’est rappelée lui avoir parlé en 2012,.
Dans leur note envoyée au juge des libertés et de la détention, les avocats de Ramadan signalent également que le viol présumé d’Henda Ayari est difficile à dater. Henda Ayari affirmait que son agression avait eu lieu fin mars/début avril 2012. Or, Tariq Ramadan a transmis à la justice un mail du 23 avril 2012, qui montre qu'à cette date, Henda Ayari ne pouvait pas avoir été déjà agressée. Elle-même reconnaît : « Ce qui est certain, c’est que j’ai envoyé ce message avant d’avoir été agressée. Donc je ne peux pas vous dire si je me suis trompée sur la date des faits ou s’il y a un problème concernant la date de ce message. »,
Pour son appel, Tariq Ramadan fait la proposition aux juges de payer une caution de 50 000 euros, de remettre son passeport suisse, et d'avoir une obligation de pointer chaque jour au commissariat, ainsi qu'une interdiction d’entrer en contact avec les deux accusatrices et de quitter le territoire.
Le 21 février, les avocats de l'islamologue demandent le dépaysement de la procédure, « en arguant de dysfonctionnements au préjudice de leur client ».
Le 22 février 2018, la justice décide de maintenir Tariq Ramadan en détention provisoire. Selon la radio française RTL, qui dit avoir accès à la décision des magistrats, Tariq Ramadan est maintenu en détention provisoire car il est « à craindre qu'il renouvelle les faits de viol s'il était remis en liberté, même placé sous contrôle judiciaire ou muni d'un bracelet électronique ». Ils estiment en outre que la proposition de résider dans le local d'une association suisse en Seine-Saint-Denis n'est pas une « garantie suffisante face au risque de fuite » et que la détention est « l'unique moyen d'empêcher toute pression sur les témoins ou les victimes ».

#### Hospitalisation et problèmes de santé
Tariq Ramadan arrive à l'audience du 15 février en ambulance, affaibli par une sclérose en plaques et une maladie non identifiée, qui d'après lui est une neuropathie,,. Plusieurs médecins l'ont examiné en prison et ont considéré que son déplacement devait se faire sous escorte médicale. Ses avocats affirment que son état de santé est incompatible avec une détention. Les magistrats ordonnent une expertise médicale, et reportent leur jugement,. Par ailleurs, Le Parisien signale que, selon ses informations, aucun membre de la famille de Tariq Ramadan n'a pu pour le moment obtenir un droit de visite. Le 16 février, Tariq Ramadan est hospitalisé.
L'expertise médicale de Ramadan est effectuée le 15 février, et la conclusion est rendue le 19 février. Selon l'expert, l'état de santé de Ramadan est compatible avec sa détention. Il estime que les deux pathologies citées chez Ramadan « ne peuvent être considérées comme certaines au jour de la présente expertise », et qu'il est nécessaire de faire un « bilan neurologique complet et sérieux qui n'a pas été fait depuis les années que semblent durer les troubles allégués ». Pour ce médecin, les pathologies en question ne peuvent pas s'aggraver brutalement ni provoquer la mort de Ramadan. D'après Le Parisien, selon une source proche du dossier, l'expertise n'a duré que 15 minutes et contredit les attestations des médecins habituels de Ramadan, ainsi que l'avis d'un médecin généraliste de la prison. Ce dernier a estimé le 13 février que l'état de santé de Ramadan était « incompatible avec la détention ». Le 19 février, selon une source proche du dossier, l'état de santé de Ramadan s'aggrave et il est admis aux urgences.
Le 28 février 2018, à la suite d’un appel interjeté par les avocats de Tariq Ramadan, le juge d'instruction ordonne une nouvelle expertise afin de déterminer si son état de santé est compatible avec la détention. Le 8 mars 2018, Tariq Ramadan est transféré de sa cellule de la prison de Fleury-Mérogis à une unité surveillée de l'hôpital de la Pitié-Salpêtrière à Paris.
Selon les conclusions de la seconde expertise médicale, rendue le 18 avril 2018, Tariq Ramadan souffre bien d'une « sclérose en plaques depuis 2006, diagnostic considéré comme certain ». Les deux médecins considèrent qu'il peut rester en détention mais insistent sur le fait que dans ce cas, il doit bénéficier de soins liés à son état de santé, notamment de quatre séances de kinésithérapie hebdomadaire. Le rapport indique également qu'aucun élément « ne permet de retenir le diagnostic de neuropathie périphérique des membres inférieurs ».

### Libération sous caution de Tariq Ramadan
Le 24 avril, les avocats de Tariq Ramadan — plaidant que de plus en plus d'éléments remettent en cause la crédibilité des plaignantes — déposent une nouvelle demande de mise en liberté. Ils contestent notamment la photo versée au dossier par Paule-Emma Aline, prise selon elle le lendemain de la nuit avec Ramadan, et montrant son visage « tuméfié ». Selon la défense, cette photo ne montre aucune violence et « curieusement » n'est pas datée. Ils demandent une investigation sur une autre photo et un enregistrement Skype qui pourraient indiquer qu'Aline n'était pas séquestrée dans la chambre de Tariq Ramadan pendant la conférence, mais y assistait.
Les avocats s'appuient aussi sur de nombreuses discussions sur Skype du 13 au 20 octobre 2009 entre Paule-Emma Aline et une ancienne maîtresse de Ramadan. Selon eux, ces échanges dénotent chez la plaignante un état d'esprit « totalement différent » de celui semblant apparaître lors de la procédure. Selon RTL, Aline y « dénonce la relation sexuelle forcée et violente que lui a imposée Tariq Ramadan », mais elle parle aussi de son « charme » et plaisante : « c’est vrai qu’il est beau gosse sinon on se serait pas fait avoir lol ». Et les avocats remettent en cause sa « crédibilité », car Aline évoque lors de ces conversations en 2009 des pressions exercées par « les politiques et le président » pour qu'elle porte plainte.
La demande de mise en liberté est rejetée par la justice le 4 mai. Le juge des libertés et de la détention justifie sa décision afin, notamment, « d'éviter tout risque de pression sur les victimes ». Me Emmanuel Marsigny, indique qu'il va « demander le dessaisissement du service enquêteur »,.
Le 15 mai 2018, le parquet annonce avoir confié l'enquête à la brigade criminelle à la place de la 2e direction de la police judiciaire. Les magistrats expliquent cette décision par « l'importance des investigations restant à réaliser », notamment à l'étranger. Ainsi, trois commissions rogatoires sont délivrées en Suisse, en Belgique et en Grande-Bretagne,.
Le 22 mai, la cour d'appel de Paris décide du maintien de Tariq Ramadan en prison. Par ailleurs, la chambre d’appel refuse de demander une nouvelle expertise médicale.
L’avocat de Tariq Ramadan dépose une nouvelle demande de mise en liberté pour son client le 15 juin. Celle-ci est rejetée le 30 juillet. La cour d'appel de Paris a confirmé le 8 août le rejet de cette demande de mise en liberté. Une troisième demande de mise en liberté provisoire est rejetée en septembre 2018.
Le 22 octobre 2018, l'avocat de Tariq Ramadan dépose une quatrième demande de mise en liberté. La demande est rejetée par les juges. Tariq Ramadan fait alors de nouveau appel.
Le 15 novembre 2018, la chambre d'instruction ordonne la mise en liberté sous contrôle judiciaire avec des mesures « classiques » : verser une caution de 300 000 euros, ne pas sortir du territoire français, remettre son passeport suisse, pointer une fois par semaine au commissariat et ne pas entrer en contact avec les plaignantes ou certains témoins. Il reste poursuivi pour viols,.

### Plaintes pour dénonciation calomnieuse et dénonciation d’une infraction imaginaire
Le 22 février 2019, Tariq Ramadan dépose plainte pour « dénonciation calomnieuse » et « dénonciation d’une infraction imaginaire » contre les trois plaignantes françaises. RTL rappelle que ces plaintes « n’auront pour l’heure aucun effet sur la procédure. La "dénonciation calomnieuse" ne peut en effet être instruite que si la justice prononce un non-lieu, une relaxe ou un acquittement concernant les accusations initiales. ».

### Rejet de la levée des mises en examen de Tariq Ramadan
Le 14 mars 2019, la cour d'appel de Paris rejette la demande de levée des deux mises en examen pour viol de Tariq Ramadan.
En avril 2019, dans un entretien accordé à GQ France, Mounia Rabbouj affirme avoir été « instrumentalisée » par son ancien avocat Francis Szpiner, et déclare qu'elle ne voulait pas porter plainte mais seulement dénoncer des faits. Elle affirme par ailleurs que si Ramadan s'excusait, elle retirerait sa plainte.
En juin 2019, les avocats de la plaignante suisse décident d'attaquer le ministère public genevois pour « inactivité et déni de justice » ; à l’été 2019, ni la plaignante, ni Ramadan, ni les témoins n'ont été encore entendus, les audiences ayant toutes été annulées sans explication. Libération affirme que la justice française interdit le déplacement de Ramadan en Suisse par crainte d'une « fuite à l'étranger ». En juillet 2019, la justice suisse déboute l'islamologue, qui voulait empêcher les avocats de la plaignante suisse de s'exprimer. Le même mois, il est révélé que trois plaignantes, Henda Ayari, Paule-Emma Aline et Mounia Rabbouj, ont été mises sous écoute par les enquêteurs pendant l'été 2018. En août 2019, « de source judiciaire suisse », après un an de négociation entre les justices française et suisse, il est décidé que les juges suisses se déplaceront à Paris pour auditionner Ramadan, en principe à l'automne 2019,.
Fin août 2019, la justice française rejette une demande de l'islamologue de se rendre au Royaume-Uni pour motifs familiaux, médicaux et professionnels.

### Réquisitoire supplétif de septembre 2019 et notion d'emprise
Voir aussi section « Maîtresses de Tariq Ramadan »
Deux femmes, qui n’ont pas porté plainte, indiquent avoir été sous l’« emprise » de Tariq Ramadan et subi des rapports sexuels violents, en décembre 2015 pour une et en mars 2016 pour l’autre. Le parquet de Paris a délivré un référé supplétif aux juges d’instruction du dossier le 10 septembre 2019,. Tariq Ramadan est mis en examen pour viol concernant ces deux femmes le 13 février 2020.
Selon le procès-verbal de l'audition devant les juges d'instruction datée du 13 février 2020, concentré sur les motifs du réquisitoire supplétif, Tariq Ramadan indique que les rapports sexuels avec les deux plaignantes étaient consentis. Il met en avant les échanges de messages et les photos suggestives envoyées par les deux femmes avant les rendez-vous. Il met également en doute l'un des deux témoignages, affirmant qu'il s'agit d'« un copier-coller des auditions des autres plaignantes ». Pour les juges d'instruction, Tariq Ramadan serait coupable d'« emprise » et de « viol moral ». L'islamologue accuse en retour les juges d'être « sous emprise politique » et demande une définition juridique du « viol moral ». La question de l'emprise potentielle de Tariq Ramadan sur les plaignantes fait l'objet d'une expertise confiée au psychiatre Daniel Zagury,. L'avocat de Tariq Ramadan demande aux juges d'instruction que cet expert soit récusé, estimant que « Daniel Zagury ne présente pas les garanties d'indépendance, d'impartialité et de neutralité requises ». Celui-ci est en effet membre du Conseil scientifique de l'association « Schibboleth / Actualité de Freud », connue pour ses prises de position hostiles à l'accusé. Après l'annulation de la première expertise psychiatrique pour « vice de procédure », une deuxième expertise menée par trois experts conclut bien à une emprise psychologique, construite par Tariq Ramadan au détriment des plaignantes, initialement toutes des admiratrices. Les experts parlent d'« une effraction dans le psychisme d'une autre personne pour contrôler son comportement ». Tariq Ramadan conteste ces conclusions, s'appuyant sur le fait que les plaignantes ont continué à communiquer avec lui après les relations sexuelles. Or les experts estiment que ce comportement fait partie de l'emprise. Les juges devront statuer pour déterminer si l'emprise établie par les experts psychiatres est une contrainte, ce qui pourrait caractériser pénalement l'infraction de viol.

## Jugements en France
En juin 2024, la cour d’appel de Paris renvoit Tariq Ramadan devant la cour criminelle départementale pour des viols sur trois femmes mais écarte une quatrième plainte, celle de Mounia Rabbouj.

## Autres témoignages

### Élèves mineures à Genève
Selon une enquête de la journaliste Sophie Roselli de la Tribune de Genève publiée début novembre 2017, quatre femmes déclarent avoir été harcelées ou avoir eu des rapports sexuels avec lui, dans les années 1980 à 1990. Les faits sont prescrits. Ces femmes ont accepté de témoigner après les deux premières plaintes afin d’apporter leur soutien et d’expliquer qui était Tariq Ramadan selon elles.

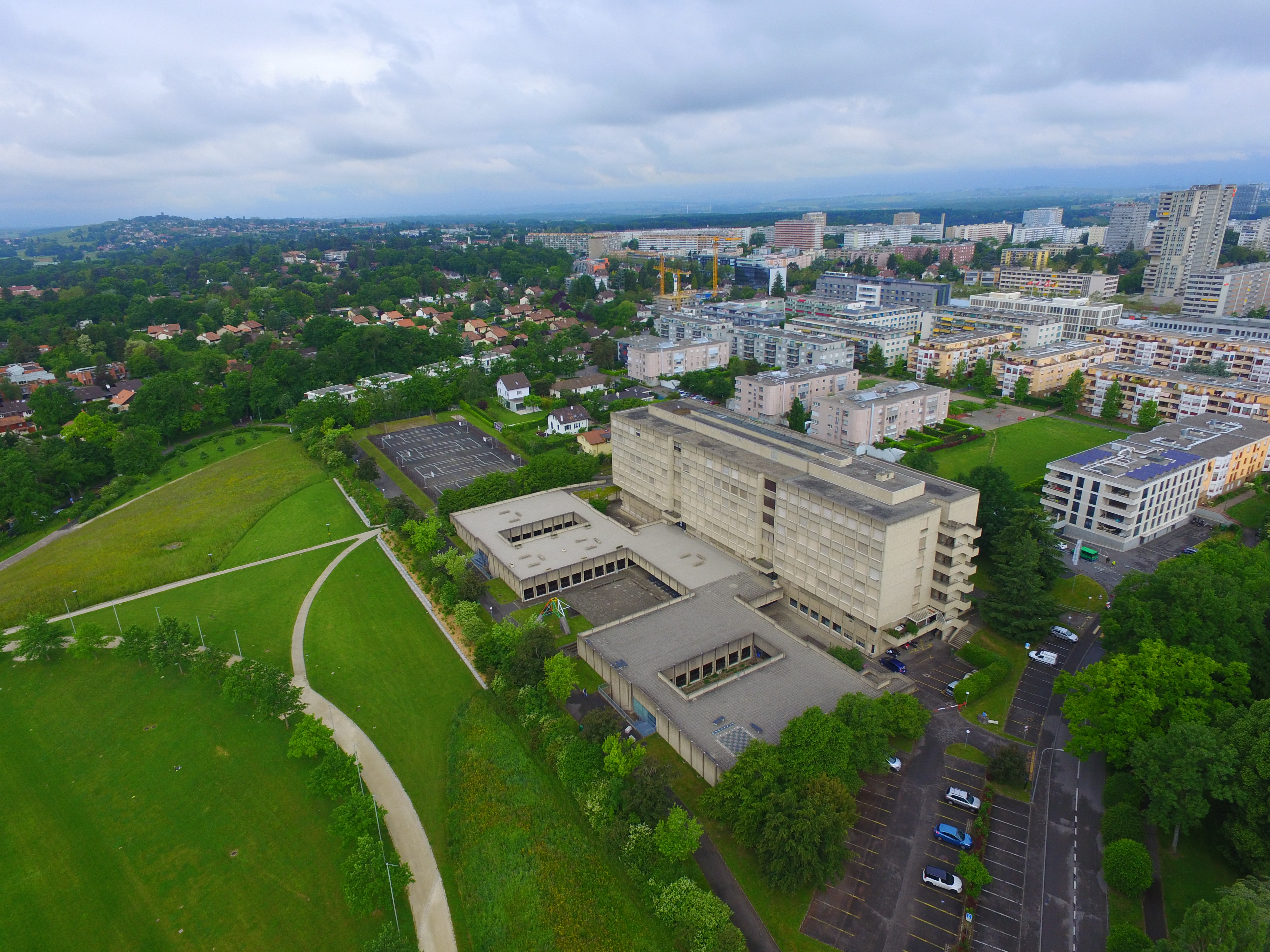
Vue aérienne du collège de Saussure à Genève.

Elles étaient, à l'époque des faits présumés, âgées de 14 à 18 ans, élèves du cycle des Coudriers puis du collège de Saussure, à Genève, dans la ville natale de Tariq Ramadan. Elles évoquent « un professeur charismatique usant et abusant de son emprise psychologique sur elles », séduisant, avec un discours captivant, intimidant, capable de stratagème relationnel pervers, manipulateur, « tordu », et plusieurs font état de violences psychologiques ou même physiques pour l'une d'entre elles,.
L'une des quatre femmes parle de « relations intimes » ayant eu lieu à « deux ou trois reprises » « à l’arrière de sa voiture » lorsqu'elle avait 15 ans. Une seconde raconte qu'ils ont commencé à s'embrasser lorsqu'elle avait 17 ans, puis qu'ils ont eu des relations sexuelles régulières à partir de ses 18 ans. Elle se décrit comme ayant été « fascinée, sous son contrôle » dans « une relation de dépendance », « malsaine», mais n’a jamais été menacée, ni subi de violences physiques. Une troisième affirme avoir eu avec lui trois relations sexuelles consenties mais très violentes à l'âge de 18 ans, évoquant « des bleus sur tout le corps ». La quatrième, âgée de 14 ans à l'époque, « dit s'être attiré les foudres de l'islamologue après avoir refusé ses avances »,,.
Mi-novembre, l'ancien directeur du Collège de Saussure affirme que, dans les années 1990, un élève a accusé Tariq Ramadan d'avoir eu des relations sexuelles, interdites, avec deux élèves. Tariq Ramadan a nié les faits, mais le directeur lui a demandé de ne plus se retrouver seul à seul avec des élèves.
Le 12 mars 2018, la ministre de l'instruction publique Anne Emery-Torracinta, tout en reconnaissant que l'affaire « suscite manifestement encore beaucoup d'émotion », a indiqué qu'elle n'envisageait pas d'enquête administrative. Selon elle, le dossier de Tariq Ramadan à Genève « est vide ». En mars 2018, Le Matin note que sur « les quatre témoignages d'anciennes élèves accusant Tariq Tamadan d'abus sexuels, un seul a pu être confirmé », l'identité de la jeune femme étant connue, mais, précise Anne Emery-Torracinta, « aucune des victimes ne s'est toutefois manifestée ». « Je n'ai pas le moyen de solder un passé duquel on n'a aucune trace », a-t-elle indiqué. Néanmoins une enquête externe est ouverte pour analyser les dysfonctionnements et notamment la raison pour laquelle le dossier de Tariq Ramadan est resté vide. Celle-ci sera dirigée par deux experts désignés par le Conseil d'État genevois, des personnalités indiscutables pour François Longchamp, président du Conseil d'État. Cette enquête « accablante » est rendu sous forme de rapport d'enquête le 31 octobre 2018 au Conseil d’État, et des recommandations concernant la prévention ou la prise en charge d'éventuelles futures victimes sont présentées au gouvernement genevois.
En décembre 2018, une nouvelle femme suisse, élève de Tariq Ramadan dans les années 1990, témoigne qu'il fut son amant alors qu'elle avait 18 ans.
Selon Ian Hamel, « avant même d'avouer en France qu'il a trompé sa femme a de multiples reprises, Tariq Ramadan reconnaît en Suisse, par l'intermédiaire de son avocat, qu'il a eu un comportement pour le moins inapproprié lorsqu'il enseignait dans un collège à Genève. »

### Majda Bernoussi
En Belgique, Majda Bernoussi, qui se décrit comme une musulmane pratiquante, affirme avoir été la maîtresse de Tariq Ramadan pendant cinq ans entre 2009 et 2014. Elle a dès 2014 dénoncé le comportement sexuel de Tariq Ramadan, critiquant son double visage : « Son métier, c'est de parler de vie privée et de morale. Or, il n'y a pas une once de moralité en lui ». Elle indique « s'être sentie violée mentalement », sous la coupe d'un « manipulateur destructeur ». Après leur relation, elle a témoigné via YouTube et Facebook du comportement de Tariq Ramadan avec les femmes, publiant notamment une photo de lui en caleçon dans une chambre d'hôtel. D'après elle, des dizaines, voire des centaines de femmes ont été victimes de Tariq Ramadan, et des dizaines sur les réseaux internet le décrivent comme un « monstre sans foi ni loi, qui a profité de tout, de leurs âmes et de leurs corps. Pour s'en aller après, lâchement ».
En avril 2018, Mediapart et l'hebdomadaire belge Le Vif révèlent un accord confidentiel conclu en février 2015 entre Tariq Ramadan et Majda Bernoussi, « qui avait commencé à faire état sur Internet de leur « relation » et de son « emprise » psychologique. Moyennant le versement par l'islamologue de 27 000 euros, elle a retiré toutes ses publications, et accepté de taire ses accusations »,. Les deux parties ont promis de ne plus être en contact et Majda Bernoussi de ne plus « envoyer des messages injurieux et/ou menaçants » à Tariq Ramadan ou ses proches, faute de quoi elle devra s'acquitter de « dommages et intérêts de 500 euros par violation ». Le président du tribunal de première instance de Bruxelles, Luc Hennart, confirme les informations données par Mediapart et l'hebdomadaire Le Vif. Inès Wouters, avocate de Tariq Ramadan dans cette affaire, déclare : « […] je confirme qu’en droit civil belge, un accord négocié et conclu entre les parties et qui est acté par un juge, a la même valeur qu’une décision de justice », et ajoute : « Un accord transactionnel peut avoir beaucoup de raisons et notamment d'éviter un litige qui est très coûteux. Il n'est pas nécessairement une reconnaissance de quoi que ce soit ».
Fin avril 2018, Majda Bernoussi passe sur Europe 1 et raconte sa relation avec Tariq Ramadan, qui lui aurait juré qu'il était divorcé. Elle décrit un manipulateur désirant « une soumission complète ». Elle affirme qu'il y a un fossé entre sa personnalité en privé et celle lors des passages médiatiques : « L'éthique, la morale, la foi, la bonté, c'est des choses qu'il réserve face caméra. Hors champ, je n'ai jamais eu affaire à ce type là ». Elle dit ne jamais l'avoir vu prier. Majda Bernoussi affirme aussi qu'elle a communiqué en 2015 avec « au moins 25 femmes » qui avaient vécu la même chose qu'elle avec Tariq Ramadan : « il faisait ça de manière industrielle. Dans la vraie vie c'est un véritable barbare, aussi bien intellectuellement que physiquement. […] Il s'adapte à chaque profil, il n'a aucune limite et il se donne le droit. Il me disait tout le temps : 'je suis protégé, je ne suis pas un homme ordinaire' ». En ce qui concerne ses rencontres avec Tariq Ramadan, Majda Bernoussi ne décrit pas de violences (sexuelles ou non), tout juste « des comportements qui sortaient du cadre habituel ». Mais son témoignage intéresse les enquêteurs : selon Europe 1, la police française a demandé à l'entendre, jugeant qu'elle pourrait éclairer la personnalité de Ramadan,.

### Divers
Le 23 octobre, le journaliste Ian Hamel, auteur de La Vérité sur Tariq Ramadan : sa famille, ses réseaux, sa stratégie (2007), affirme avoir lu, depuis 2012, « cinq ou six témoignages de femmes accusant Tariq Ramadan de les avoir insultées, violées, frappées et menacées ». Selon lui, et bien qu'il ne puisse confirmer leurs déclarations « vu qu’elles n’ont pas porté plainte et [qu'il n’a] pas les preuves », « l’accumulation pose question : pourquoi l’accusent-elles systématiquement de la même chose ? ».
Réagissant à la suite de la première plainte, Caroline Fourest — « l’une des principales opposantes du théologien », selon Le Parisien — déclare savoir que Tariq Ramadan « menait aussi une double vie, à l'opposé de ses nombreux sermons ». Elle affirme avoir rencontré quatre femmes (depuis 2009) dont les récits ressemblent à celui de Henda Ayari. Selon l'éditorialiste « toutes avaient vécu à peu près la même histoire. Une demande de conseil religieux transformé en relation sexuelle compulsive, parfois consentie, souvent violente et très humiliante, avant de finir en menaces. L'une d'elles avait subi un traitement pouvant faire l'objet d'une plainte. Je l'ai présentée à un juge ».
Cette rencontre, qui a eu lieu en 2009, n'aboutira pas à un dépôt de plainte, car, selon Caroline Fourest, la personne ne s'est pas sentie « d'aller au bout » ayant été intimidée et menacée. L'essayiste, qui déclare être « bien placée pour connaître la violence des réseaux des Frères musulmans », affirme qu'une « tornade […] se serait abattue sur cette jeune femme si elle avait osé briser l'omerta à l'époque. Maintenant que Henda Ayari a eu ce courage, c'est différent ».
Le 28 octobre, Le Parisien publie le témoignage d'une troisième jeune femme qui, selon le quotidien, avait envisagé de porter plainte en 2014 et déclare : « Tariq Ramadan a abusé de mes faiblesses. » Elle raconte avoir « été harcelée et menacée » par le théologien.
Le 29 octobre, l'un des soutiens de Ramadan, admettant que le théologien ait pu avoir des liaisons hors du cadre de son mariage, contrairement à ce qu'il professe dans ses conférences et écrits, déclare (sous couvert d'anonymat) : « Je veux bien admettre qu’il ait eu des relations extraconjugales. Mais de là à commettre des viols, il y a un écart. »
Bernard Godard, ancien fonctionnaire des renseignements généraux, connaissait les faits relevant de harcèlement et non de viols ; il déclare au sujet de Ramadan « qu'il avait beaucoup de maîtresses, qu'il consultait des sites, que des filles étaient amenées à l'hôtel à la fin de ses conférences, qu'il en invitait à se déshabiller, que certaines résistaient et qu'il pouvait devenir violent et agressif, ça oui. Mais je n'ai jamais entendu parler de viols. J'en suis abasourdi. »
Le 16 novembre, Mediapart publie une enquête, titrée « Violences sexuelles : le système Tariq Ramadan », basée notamment sur des témoignages affirmant que le silence des femmes était obtenu par une « mécanique de contrôle et de menaces ».
Le 20 février 2018, Ian Hamel correspondant du Point, rapporte le témoignage d'une femme anonyme, qui affirme avoir eu une relation avec Ramadan pendant plusieurs années. Selon elle, ce dernier lui promettait le mariage en lui jurant qu'il était divorcé. Elle déclare avoir menacé de dénoncer son comportement, puis avoir reçu le 14 novembre 2012 un « très long mail » de l'avocat Jean-Pierre Allaman, un homme sur lequel le journal Le Point et Mediapart ont enquêté sans pouvoir le retrouver, ni au barreau de Paris, ni au barreau de Genève,.
En 2013, le même Jean-Pierre Allaman a menacé de poursuivre en justice Sara, qui avait « décidé de révéler sur les réseaux sociaux son histoire » ; n'ayant jamais rencontré l'islamologue, elle avait eu avec lui « de nombreux échanges épistolaires sexuels ». Marine Turchi de Mediapart, s'interroge sur le fait qu'il puisse s'agir d'un pseudonyme utilisé par Ramadan pour faire pression sur la jeune femme — une pratique punie par la loi —, en ajoutant que « d'autres courriers suivront, cette fois-ci de cabinets d’avocats bruxellois et genevois bien réels, dénonçant du "harcèlement" et une "atteinte à la vie privée" ».
Fin février 2018, le dossier d'enquête compte les témoignages sous X — le juge des libertés et de la détention estime leurs justifications suffisamment fondées et recevables pour préserver leur anonymat (celles-ci affirmant avoir fait l'objet de pressions et intimidations) — de trois femmes, qui ont été entendues par les enquêteurs, à Paris et en Suisse. Elles décrivent « un comportement sexuel particulièrement brutal » de la part de Tariq Ramadan.
Interviewée sur RTL le 8 mars 2018, Henda Ayari, la première plaignante, affirme avoir reçu des « dizaines de témoignages de victimes ». Au sujet de la troisième plaignante, elle déclare : « J'apporte mon soutien total à cette personne qui a eu le courage, elle aussi, de dénoncer les agissements de cet homme qui m'a agressée […] et je pense qu'il est temps que la parole se libère. » Elle la met en garde face au « déchaînement de violence et de haine qu'elle affirme avoir subi » mais rassure que si « j'ai eu un sentiment de regret, surtout les trois premiers jours. J'ai eu très peur. Aujourd'hui, je peux dire que non, je ne regrette pas du tout ».

## Réactions

### Critiques
Après le second dépôt de plainte pour viol contre Tariq Ramadan, le journal Marianne titre : « une violence à l'état pur » puis déclare : « les faits rapportés sont d'une violence inouïe ». Saïd Branine, responsable du site Oumma.com, écrit : « C'est un grand choc. Les faits qui lui sont reprochés sont en contradiction avec l’image policée que Tariq Ramadan a toujours renvoyée. Même s’il était en perte de vitesse, il bénéficiait toujours d’une grande aura ».
Selon Caroline Fourest, qui a étudié les cassettes de cours de Tariq Ramadan, sur celles-ci, son « ton » est celui d'un « prédicateur obsédé par la sexualité », ce qui est selon elle le signe d'une « névrose ». Pour elle, Tariq Ramadan « arrive à manipuler ces femmes, à leur faire croire qu'elles ont cherché ce qui leur arrive, à les culpabiliser de ce qu'il leur a fait subir […] Il exerce une véritable emprise sur ses proies comme sur ses fidèles ».
Manuel Valls, ancien Premier ministre, déclare : « Depuis des années, je dénonce la duplicité de Tariq Ramadan… aujourd'hui la vérité éclate grâce à des femmes courageuses. Merci à elles ! ». Manuel Valls voit en Tariq Ramadan un « soi-disant intellectuel, promoteur de la charia, prédicateur islamique  », et accuse certains médias de « complicité » envers l'islamologue, tandis que Libération s'étonne du silence des organisations et figures de l'islam en France,.
Le 1er novembre 2017, l'hebdomadaire satirique Charlie Hebdo publie en page de couverture une caricature où Tariq Ramadan, porteur d'une monumentale érection, déclare : « Je suis le 6° pilier le l'Islam ». La caricature fait débat sur les réseaux sociaux et Charlie Hebdo reçoit des menaces de mort,.
Dans une tribune parue dans Le Monde, une douzaine de féministes musulmanes, dont Sarah Zouak, « emblématique d’une jeune et nouvelle génération d’activistes et féministes musulmanes » selon Libération, déclarent : « certaines parmi nous ont directement été confrontées au sexisme de Tariq Ramadan. Leurs interactions avec lui ont été marquées par des tentatives malsaines de séduction, une volonté de contrôle affectif et de manipulation psychologique ». Et, selon elles, « un incroyable silence semblait régner autour du fait que cet homme se plaçait en guide religieux de nombreuses jeunes femmes en détresse à qui il distribuait sa carte de visite après chaque conférence »,. Plusieurs journaux présentent Tariq Ramadan comme un « gourou », ayant sur ses fidèles une « emprise »,,.
Selon Omero Marongiu-Perria, sociologue et spécialiste de l'islam français, ancien membre des Frères musulmans de 1993 à 2004, « un certain nombre d'associations très proches » de Tariq Ramadan « étaient au courant de ses frasques sexuelles et l'ont protégé ». Il affirme de plus que « a priori » des proches de Ramadan « connaissaient son comportement violent dans la sphère intime vis-à-vis des femmes », tout en signalant que si cette « information » était avérée, alors cela serait « évidemment plus grave ». Il estime que la carrière de Ramadan, construite « sur une personnalité et un discours prônant le puritanisme religieux » est désormais compromise et que « la masse des musulmans risque de se détourner de lui ». Il ajoute : « C'est tout un mythe qui s'écroule ».
Réagissant aux témoignages des deux femmes ayant porté plainte contre Ramadan, la députée Clémentine Autain déclare : « je salue le courage de ces femmes. Les témoignages que j’ai lus dans la presse sont glaçants. Je souhaite que la justice puisse faire son travail au plus vite ».
D'après l'islamologue Stéphane Lathion, ami de Tariq Ramadan durant vingt ans, « des dérapages se sont produits dès le milieu des années 1980, au moment même où il organisait des actions humanitaires dans son école des Coudriers », et que « des faits plus précis, plus violents » lui furent rapportés lorsque Tariq Ramadan travaillait au Collège de Saussure, à Genève : « Ce fut un choc, un sentiment de trahison ». Pour lui, Tariq Ramadan a infligé « trente années de souffrance » à des femmes et n'exprime aucun remords. Par ailleurs, Stéphane Lathion accuse l'Union des organisations islamiques de France (UOIF, devenue depuis Musulmans de France), d'avoir été au courant depuis des années des  « mœurs sexuelles de Tariq Ramadan ». Par ailleurs, Stéphane Lathion affirme que, lorsqu'il est devenu maître d'enseignement et de recherche à l'Université de Fribourg, Tariq Ramadan l'a « couvert d'insultes », « de façon inexplicable ».
Après la mise en examen de Tariq Ramadan en janvier 2018, Christophe Castaner, délégué général de La République en marche est interrogé par un journaliste au sujet du « double langage » de Tariq Ramadan. Le journaliste lui demande s'il n'y aurait pas eu trop de complaisance vis-à-vis de Tariq Ramadan par crainte d'être accusé d'islamophobie. Castaner répond qu'effectivement Tariq Ramadan était une « star » des médias, qu'il était même invité par des organisations politiques, que « peu de voix s'étaient élevées pour le dénoncer », et que cela « doit nous interroger collectivement ».
L'avocate et essayiste américaine Rabia Chaudry (en), qui a été en contact avec une présumée victime américaine du théologien, affirme : « Ce n'est pas un complot international ; […] Je sais que c'est dur pour notre communauté mais cela ne nous sert pas de nous cacher la tête dans le sable. Il fera probablement de la prison et ce sera probablement juste ».

### Tariq Ramadan, ses proches et Emmanuel Marsigny
D'après Libération, une dizaine de jours avant sa garde à vue, Tariq Ramadan a mobilisé ses réseaux, ses proches organisant notamment une réunion à laquelle 150 personnes ont participé et dont l'objectif était de créer un mouvement international intitulé « Résistance et alternative » rassemblant des délégués de 35 pays différents. Le but étant de lutter contre la « campagne de diffamation à l’encontre de Tariq Ramadan ».
En octobre 2017, Tariq Ramadan dénonce « une campagne de calomnie qui fédère assez limpidement [ses] ennemis de toujours » et conclut : « le droit doit maintenant parler, mon avocat est chargé de ce dossier, nous nous attendons à un long et âpre combat. Je suis serein et déterminé. » Contacté par Mediapart, son avocat fait savoir qu’il ne « communiquer[ait] pas ». Ses avocats, Yassine Bouzrou et Julie Granier, dénoncent un « déferlement médiatique » et déclarent : « Le temps médiatique n'est pas celui de la justice et en aucune façon, le premier ne doit ni ne peut s'imposer au second. Nous lui avons donc expressément demandé [à Tariq Ramadan] de ne pas s'exprimer en retour ». Le même mois, Yamin Makri, cofondateur de l’Union des jeunes musulmans, un mouvement proche de Tariq Ramadan, réagit aux accusations contre l'islamologue en évoquant sur son compte Facebook un « complot sioniste international ». Selon le journal Le Temps, Tariq Ramadan est connu notamment « à travers sa lutte pour défendre la cause palestinienne », et, réagissant aux accusations dont il fait l'objet, ses « alliés dénoncent un complot de réseaux pro-israéliens. Mais la plupart d’entre eux demeurent silencieux ou invoquent la présomption d’innocence ».
Dans une vidéo inédite enregistrée à la mi-novembre 2017, avant sa mise en détention, et publiée le 14 mars 2018 par un site très actif dans sa défense, le MuslimPost, Tariq Ramadan s'exprime sur les accusations dont il fait l'objet. Il y affirme être « totalement innocent » et « confiant de l’évolution des investigations, avec le temps de la justice ». Selon lui, il ne s'agit pas d'un complot et l'affaire n'a rien à voir avec l'islam.
Après l'aveu par Tariq Ramadan d'avoir eu une relation avec l'une des plaignantes, Yamin Makri indique : « Je ne trouverais cependant pas anormal que des membres du comité de soutien, au vu de ces éléments, se retirent » tout en précisant qu'il restera son ami. Sa femme évoque pour sa part qu'elle n'a pas pu  « avoir une discussion profonde et franche pour le moment ». Toutefois elle maintient son soutien à son mari et dénonce toujours un « lynchage médiatique ».
En septembre 2019, Tariq Ramadan engage ce que Le Monde qualifie de « contre-offensive médiatique », en publiant Devoir de vérité, qui « dénonce un « traquenard » et dément toute « emprise » sur ses partenaires sexuelles. »
Les plaignantes y sont décrites comme « des femmes jalouses ou qui se sentaient flouées [qui] ont cherché, a posteriori, à régler des comptes. ». En ce qui concerne les juges, l'auteur dit ressentir « leur hostilité profonde et affichée à [son] égard ». Affirmant ne pas être un violeur, sans parler de complot et citant au passage des personnalités telles que Caroline Fourest, Alain Soral ou le paparazzo Jean-Claude Elfassi, Tariq Ramadan écrit : « Je voyais donc dans cette affaire une convergence d’intérêts entre mes ennemis et, pour certains d’entre eux, existait une collusion avérée ». Pour Le Monde, l’islamologue — qui voit une certaine « similitude » entre  l’affaire Dreyfus et l’affaire Ramadan — « se présente comme la victime d’une profonde injustice à connotation raciste ».

#### Famille
En février 2018, Iman Ramadan, épouse de Tariq Ramadan, prend la défense de son mari dans une vidéo largement partagée sur internet. Par la suite, en avril 2018, elle indique que « les contacts limités » qu'elle a eus avec son mari depuis son placement en détention ne lui permettaient pas d'avoir « une discussion profonde et franche pour le moment ». Elle déclare également : « Mon mari est un homme. Il n’est pas un ange. Il n'est pas parfait. Il peut commettre des fautes. Notre famille le soutient pour un crime qu'il n'a pas commis. Le reste, c'est entre lui et Dieu, et entre lui et sa famille. ».
Sa fille Maryam Ramadan, née en Suisse et qui vit habituellement au Qatar, est venue en France en mai 2018 pour rencontrer Tariq Ramadan à l'hôpital carcéral de Fresnes. À cette occasion elle déclare soutenir celui-ci affirmant n’avoir jamais constaté d’acte violent de sa part. Avec sa mère elle rencontre son père trois fois par semaine. Concernant l’infidélité de son père, elle indique : « c’est une question qui ne regarde que mon père et ma mère ». Elle considère qu’il s’agit d’un « procès de moralité », et que les plaignantes bénéficient d'une « présomption de sincérité ».

#### Déclarations d’Emmanuel Marsigny, avocat de Tariq Ramadan
Le 15 mars 2018, maître Emmanuel Marsigny, avocat de Tariq Ramadan, affirme avoir « saisi le parquet pour qu’il fasse cesser la diffusion de fausses nouvelles proprement insupportables et qu’il rectifie les erreurs matérielles ». Il demande au procureur de la République de Paris de publier un communiqué afin de « corriger les informations parcellaires et inexactes relayées par la presse » sur son client. Il demande « que le débat soit équitable, que la présomption d'innocence soit respectée »,,. Il ajoute que « des éléments présentés par la presse comme acquis ou confirmés sont en réalité contredits par les investigations déjà réalisées et infirmés par certains témoins cités par les plaignantes elles-mêmes », et il renforce la défense de Tariq Ramadan : d'après lui, « quand on demande à l'une de décrire la chambre d'hôtel à Paris (où auraient eu lieu les faits), elle décrit une chambre d'hôtel qui n'a rien à voir », et il affirme que le certificat médical de Paule-Emma Aline, la seconde plaignante, « n'évoque aucune trace de violence » ,.
Le 19 avril 2018, dans une interview donnée à France Info, Me Emmanuel Marsigny dénonce dans l'affaire Tariq Ramadan un « manque d’objectivité et une différence de traitement » par rapport à d'autres personnes mises en examen pour viol mais qui n'ont pas fait de détention provisoire, comme Georges Tron, ancien ministre.
Interviewé le 2 mai 2018 sur Europe 1, Emmanuel Marsigny met en doute « la loyauté des services de police », qui, d'après lui, ont « notamment dissimulé dans des scellées des éléments à décharge pour Monsieur Ramadan » dans l'affaire concernant Paule-Emma Aline, la seconde plaignante. Il reproche en outre aux policiers de ne pas avoir suffisamment interrogé cette dernière, et de ne pas avoir imprimé la photo qu'elle aurait prise le lendemain des faits. Emmanuel Marsigny met aussi en doute la bonne foi des policiers en ce qui concerne Mounia Rabbouj, la troisième plaignante. Selon lui, elle a décrit aux policiers ce qui lui était arrivé et elle a dit « quand j'ai raconté ça, on m'a dit que c'était du viol ». Marsigny demande alors si c'est Mounia Rabbouj qui dit que c'était du viol, ou si « on aimerait » que ce soit un viol parce que « Monsieur Ramadan est quelqu'un qui suscite un grand nombre d'animosités ».

### Associations musulmanes et Oumma.com
Le 10 novembre 2017, Ahmet Ogras, président du Conseil français du culte musulman (CFCM), s'exprime sur l'affaire. Il souhaite que la justice se prononce « rapidement ». Il déclare que Tariq Ramadan n'est « pas un ami du CFCM », mais qu'il doit bénéficier de la présomption d'innocence. Ahmet Ogras affirme que si Tariq Ramadan avait été salarié du CFCM, il aurait été mis en congé tout comme il l'a été de l'université d'Oxford. Par ailleurs, Ahmet Ogras estime que les interventions dans cette affaire de l'ancien Premier ministre Manuel Valls et de Caroline Fourest sont préjudiciables aux victimes, et d'une manière générale il demande « aux  adversaires politiques » de Tariq Ramadan « de ne pas se mêler de cette affaire, dans l'intérêt des victimes ».
Said Branine, créateur du site d’information Oumma.com, déclare : « On voudrait maintenant que nous, musulmans, le condamnions avant jugement, que nous soyons unanimes pour dire qu’il est pervers, dangereux, menteur. […] Mais pourquoi ne pas regarder les choses en face : ce « Frère Tariq » ne nous a jamais représentés. Il n’était pas notre porte-parole ».
En mars 2018, Amar Lasfar, président de Musulmans de France, demande à respecter la « présomption d'innocence » de Tariq Ramadan, et exprime l'espoir qu'il soit bientôt « libéré » et « blanchi ». En septembre 2019, l’association se dit « trahie par le comportement » de Tariq Ramadan, « en totale contradiction avec les principes attendus d’un homme qui prône l’islam ».
Fin novembre 2018, Mohamed el-Moctar el-Shinqiti, analyste politique mauritanien et chroniqueur médiatique à Al Jazeera, par ailleurs proche du pouvoir qatari, appelle les musulmans à ne plus soutenir Tariq Ramadan, « accro au sexe avec un mépris des personnes abusées et usant de tromperie envers les musulmans », ajoutant qu'il « menait une vie parallèle éloignée de la morale islamique et de ses valeurs ». Il s'agit de la première condamnation publique émanant de milieux musulmans.

### Soutiens ou neutres

#### Avant la mise en examen de Tariq Ramadan
Au Royaume-Uni, où l'islamologue est moins connu et moins controversé, « le silence demeure presque complet ». Fin octobre 2017, l’université d'Oxford qui l'accueille « fait le dos rond » et les médias restent discrets : ceux qui relayent l'information, le font « brièvement et de façon purement factuelle ». Le 7 novembre, « d'un commun accord », il est mis en congé de son poste de professeur d'études islamiques contemporaines à l'université d'Oxford, qui précise : « un congé n'implique aucune présomption ou acceptation de culpabilité… ».
Cette affaire se conjugue, selon Caroline Hayek dans L'Orient-Le Jour, à une perte d’influence déjà patente de Tariq Ramadan mais qui cette fois-ci ne porte pas sur des prises de positions polémiques mais sur « son image de modèle de vertu fracassée ».
La journaliste suisse Romaine Jean estime que les réactions de la presse à l'affaire Ramadan sont « indignes », elle les compare à un « lynchage » effectué par une « meute ». Elle relève que Le Monde qualifie la plainte de Henda Ayari d'« accablante », un terme inapproprié selon elle tant que la culpabilité de Ramadan n'est pas établie. Elle note aussi que des publications donnent « les détails les plus sordides du dossier », alors que la justice n'a pas rendu son verdict : cela pose selon elle la question de la « protection de la personnalité », en ce qui concerne Tariq Ramadan.
Edgar Morin estime que l'islamologue était avant cette affaire déjà victime d'une diabolisation — des attentats « daechistes » ayant déclenché en France une « vague dénonçant l’islamisme et ses supposés agents […] » — et que cette affaire de mœurs est utilisée pour le « détruire ». Le philosophe se déclare « surpris et troublé par la première accusation de viol et sévices, ainsi que par les accusations qui suivirent » et, relevant « la contradiction entre son discours religieux de pureté et de pudeur, et son comportement très profane de séducteur et pire, selon les accusations, de macho dominateur », il écrit : « Je tiens seulement à distinguer mon opinion sur sa pensée politico-religieuse de la réprobation de tout mon être pour des actes qui offensent et humilient […] ». Pour Edgar Morin, « il faut attendre les confrontations d’un procès pour se faire son opinion sinon de façon plus complète, du moins de façon plus correcte ».
Le 23 novembre 2017, Rony Brauman, Éric Fassin, Lluis Sala Molins — parmi une quarantaine d'intellectuels — soutiennent que « l'affaire Tariq Ramadan relance violemment les campagnes menées contre les représentants de l’antiracisme » et que « ceux qui ont croisé ou débattu avec Tariq Ramadan : de Pascal Boniface à Edwy Plenel et Mediapart, d’Edgar Morin à Alain Gresh, du CCIF à François Burgat » subissent une « traque ».

#### Après la mise en examen de Tariq Ramadan

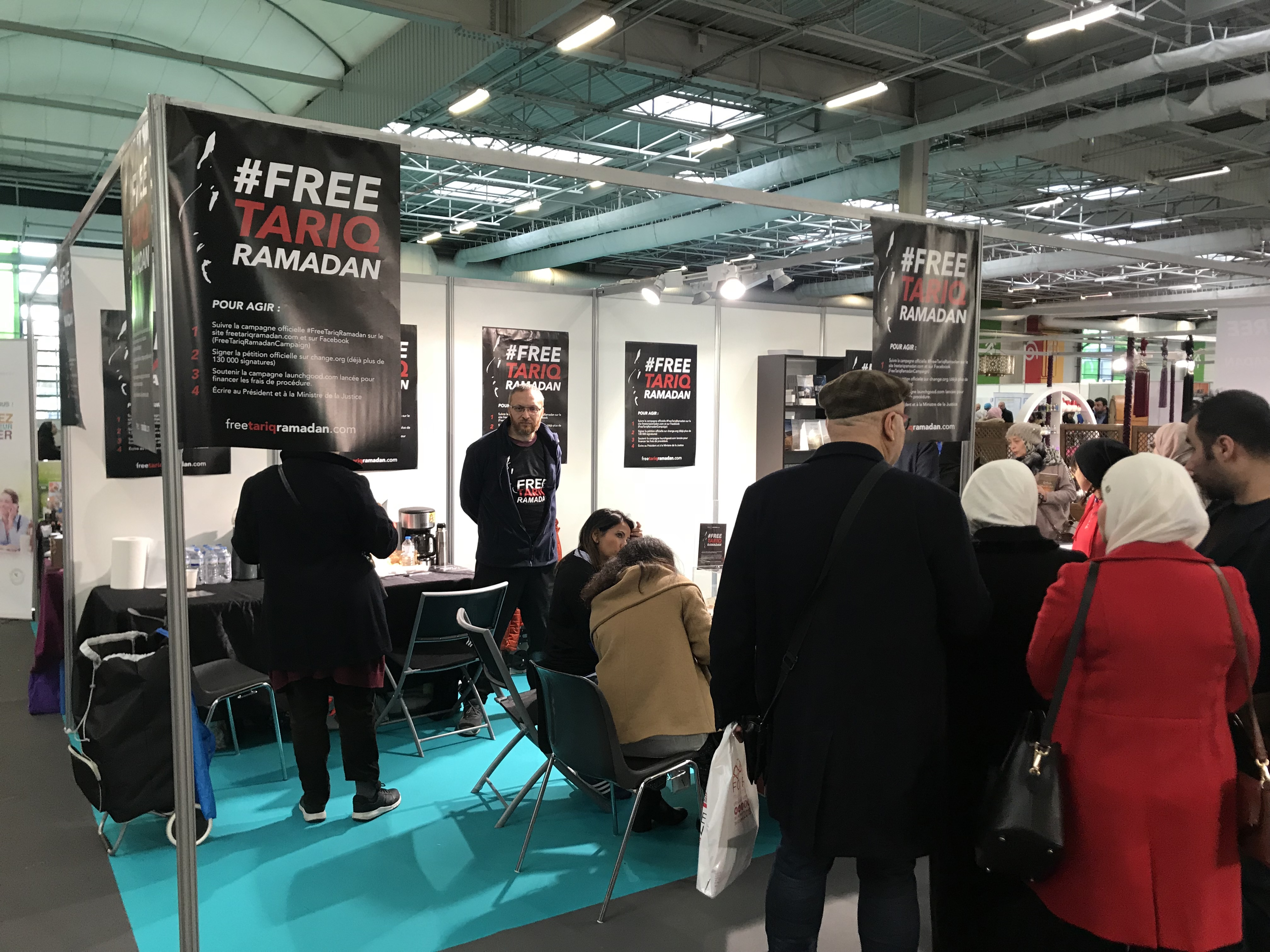
Stand de soutien à Tariq Ramadan lors de la 35e rencontre annuelle des musulmans de France, le 31 mars 2018.

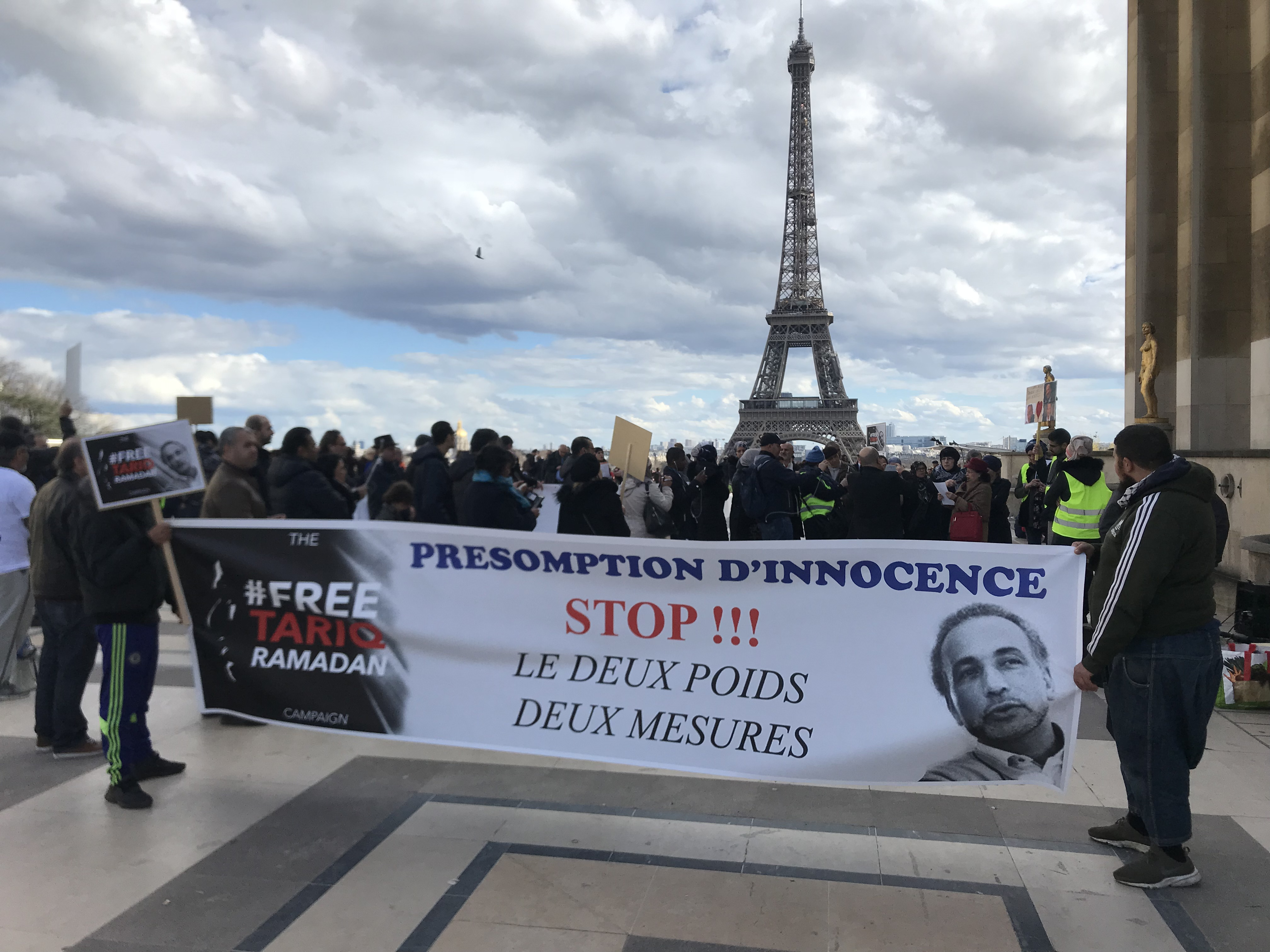
Manifestation de soutien à Tariq Ramadan à Paris, le 11 mars 2018.

Sans prendre position sur la culpabilité ou non de Ramadan, Marwan Muhammad, directeur du Collectif contre l'islamophobie en France (CCIF), s'interroge sur le caractère politique de cette affaire et estime que la présomption d'innocence n'est absolument pas exercée, tant sur le plan médiatique, politique que judiciaire. Il relève en outre des éléments qui, selon lui, « ne donnent pas un caractère probant » aux déclarations d'Ayari et de Paule-Emma Aline. Il note les soupçons de collusion entre les accusatrices et Caroline Fourest, qui voue d'après lui depuis toujours une « haine viscérale » à Tariq Ramadan,. Et, en février 2018, il déplore la détention de Tariq Ramadan, et évoque une « chasse au sorcières raciste », même si par ailleurs il apporte son soutien aux victimes de violences sexuelles.
Une tribune de soutien, publiée sur Mediapart le 21 février 2018, a été co-signée par plus d'une cinquantaine de personnalités, parmi lesquelles des intellectuels et des « militants contre l'islamophobie », dont Houria Bouteldja, Marwan Muhammad, Éric Hazan, Dominique Ziegler, Françoise Vergès, Didier Lestrade, Alain Gresh, François Burgat, John Esposito ou encore Richard Falk. Entendant intervenir « sur le fond éthique et politique », ils dénoncent un « traitement judiciaire d'exception ». Ils estiment que Tariq Ramadan « voit son droit à la présomption d’innocence massivement bafoué » et qu'il est « condamné avant même le démarrage de l’enquête judiciaire dans de nombreux médias et par des personnalités en guerre contre ses engagements religieux et politiques »,.
Le même jour, Kamel Kabtane et Azzedine Gaci, deux responsables musulmans, recteurs l'un de la Grande mosquée de Lyon, l'autre à Villeurbanne, réclament la « libération immédiate » de Ramadan en raison de son état de santé, et estiment qu'il est « victime d'un lynchage médiatique ». Selon Libération, depuis le début de l'affaire, les responsables musulmans s'étant exprimé publiquement sur le sort de Ramadan ont été rares, et la mobilisation est désormais « grandissante autour de son sort judiciaire ». Le journal cite de plus les soutiens de Amar Lasfar, président des Musulmans de France et recteur de mosquée à Lille, et de l’imam Ismail Abou Ibrahim, recteur de mosquée à Marseille.
L'agence de presse turque Anadolu compare l'affaire Ramadan à l'affaire Dreyfus. Elle estime qu'aujourd'hui en France un innocent, non plus juif mais cette fois musulman, « est persécuté pour des motifs politiques et racistes avec la complicité des médias français et de hauts fonctionnaires français ».
Dans son édition du 23 février 2018, Mediapart fait le point sur les organisations et personnalités musulmanes qui soutiennent Tariq Ramadan. Selon le journal, ses soutiens seraient à la fois divisés mais de plus en plus nombreux en raison de ses problèmes de santé et de ce qu'ils considèrent comme le « deux poids deux mesures » de la procédure judiciaire appliquée à son encontre. Mediapart signale la montée en puissance des pages Facebook de soutien, notamment FreeTariqRamadanCampaign et Résistance et Alternative, ainsi que deux pétitions demandant sa libération qui ont comptabilisé plus de 105 000 signatures entre le 7 et le 23 février 2018.
Le 24 février 2018, L'Express estime que les soutiens de Tariq Ramadan « s'organisent ». Une pétition pour sa libération affiche 110 000 signatures, et la page Facebook demandant sa libération compte 4 000 « j'aime ». La famille de Tariq Ramadan ouvre le 22 février une cagnotte ; le 28 février, 107 000 euros ont été récoltés auprès de plus de 2 000 donateurs,,.
L’homme d’affaires Lotfi Bel Hadj soutient activement l’islamologue : « Tariq Ramadan est l’exemple type de quelqu’un qui a redonné de l’honneur aux musulmans, que cela plaise ou non ». Selon le journaliste du quotidien suisse Le Temps, avec Le Muslim Post, dont le rédacteur en chef est le fils de Lotfi Bel Hadj, ce dernier « dispose d’un précieux canal d’influence ».
Les soutiens de Tariq Ramadan ont lancé le 16 mars 2018 une nouvelle cagnotte en ligne afin de « renforcer et élargir l’équipe juridique ». De façon concomitante à l’annonce par l’avocat de Tariq Ramadan que ce dernier ne conteste pas avoir eu une « relation » avec Mounia Rabbouj, une des plaignantes, la cagnotte est fermée le 19 avril à une hauteur de 85 053 euros sans avoir atteint l’objectif initial de 150 000 euros.
Selon Libération, depuis les révélations sur la double vie de Tariq Ramadan et de ses « frasques extraconjugales », le cercle de ses soutiens s’est réduit se « limitant presque au périmètre familial ».
Dans une lettre ouverte publiée le 14 juin 2018, près de 100 personnalités et intellectuels internationaux, déclarant ne pas avoir à « juger de la culpabilité ou de l'innocence » de Tariq Ramadan et reconnaissant « pleinement les droits des plaignantes, à ce que leur cause soit entendue sans préjudice ou atteinte à leur honneur », réclament une « procédure équitable ». Les signataires — parmi lesquels figurent, selon Libé, des « intellectuels de haute volée, réputés et reconnus dans leur discipline » — « [rappellent] au pays qui a affirmé l'inaliénabilité des droits de l'homme et l'égalité l'importance du respect des principes qui garantissent l'intégrité de la justice française ». Les personnalités, en majorité anglo-saxonnes « s'inquiètent du traitement de l'affaire par la justice française, soupçonnée de discrimination », « dénoncent les conditions de détention » et s'interrogent sur la légalité des procédures. Le HuffPost Maroc y voit une nouvelle démonstration de soutien dans laquelle il est demandé « […] au passage “l’application et le respect d’une justice égalitaire et impartiale” ». Pierre-André Taguieff y voit « une illustration frappante du pseudo-antiracisme contemporain, qui consiste à réduire le racisme à l’islamophobie et à transformer tout musulman en victime potentielle d’une discrimination ou d’une diffamation. »

## Avocats

### Partie civile
Maîtres Grégoire Leclerc, Jonas Haddad et Francis Szpiner sont les avocats d'Henda Ayari. François Baroin a rejoint début mars l'équipe de conseillers de maître Szpiner pour travailler à la défense d'Henda Ayari.
Maître Eric Morain est l'avocat de Paule-Emma Aline.
Mounia Rabbouj a les mêmes avocats que Henda Ayari, à savoir maîtres Grégoire Leclerc, Jonas Haddad et Francis Szpiner.
Maître Romain Jordan est l'avocat de la Suissesse connue sous le pseudonyme de « Brigitte ». Robert Assaël le rejoint ensuite.

### Défense
Yassine Bouzrou et son associée Julie Granier défendent dans un premier temps Tariq Ramadan. Ensuite, Emmanuel Marsigny est codésigné comme défenseur mais Yassine Bouzrou adresse le 19 mars 2018 une lettre aux juges les informant qu’il cesse de défendre Tariq Ramadan.
D'après la Tribune de Genève, « pour le grand public, la défense de Tariq Ramadan »  commence « réellement » le 15 mars 2018 lorsque son nouvel avocat Emmanuel Marsigny vient sur le plateau de l’émission C à vous,. Il adopte un ton nettement plus offensif que celui de son confrère Yassine Bouzrou,,.
Dans le versant suisse de l’affaire Tariq Ramadan, à savoir la cinquième plainte déposée en février 2018 pour « viol avec cruauté », Marc Bonnant et Yaël Hayat assurent dans un premier temps la défense de Tariq Ramadan. Ils sont remplacés, en mai 2018, par Pierre de Preux et Guerric Canonica. Selon Yaël Hayat : « Rien dans les liens directs avec notre client ne laissait présager une telle évolution. Celle-ci fait suite à diverses interventions extérieures ». Pour la journaliste Fati Mansour, ce changement a pour origine l’influence de Lotfi Bel Hadj déjà initiateur de l’arrivée d’Emmanuel Marsigny.
En avril - mai 2020, deux nouveaux avocats, spécialistes des discriminations, Me Nabila Asmane et Me Ouadie Elhamamouchi, viennent prendre la défense de Ramadan.